# 루브르 박물관

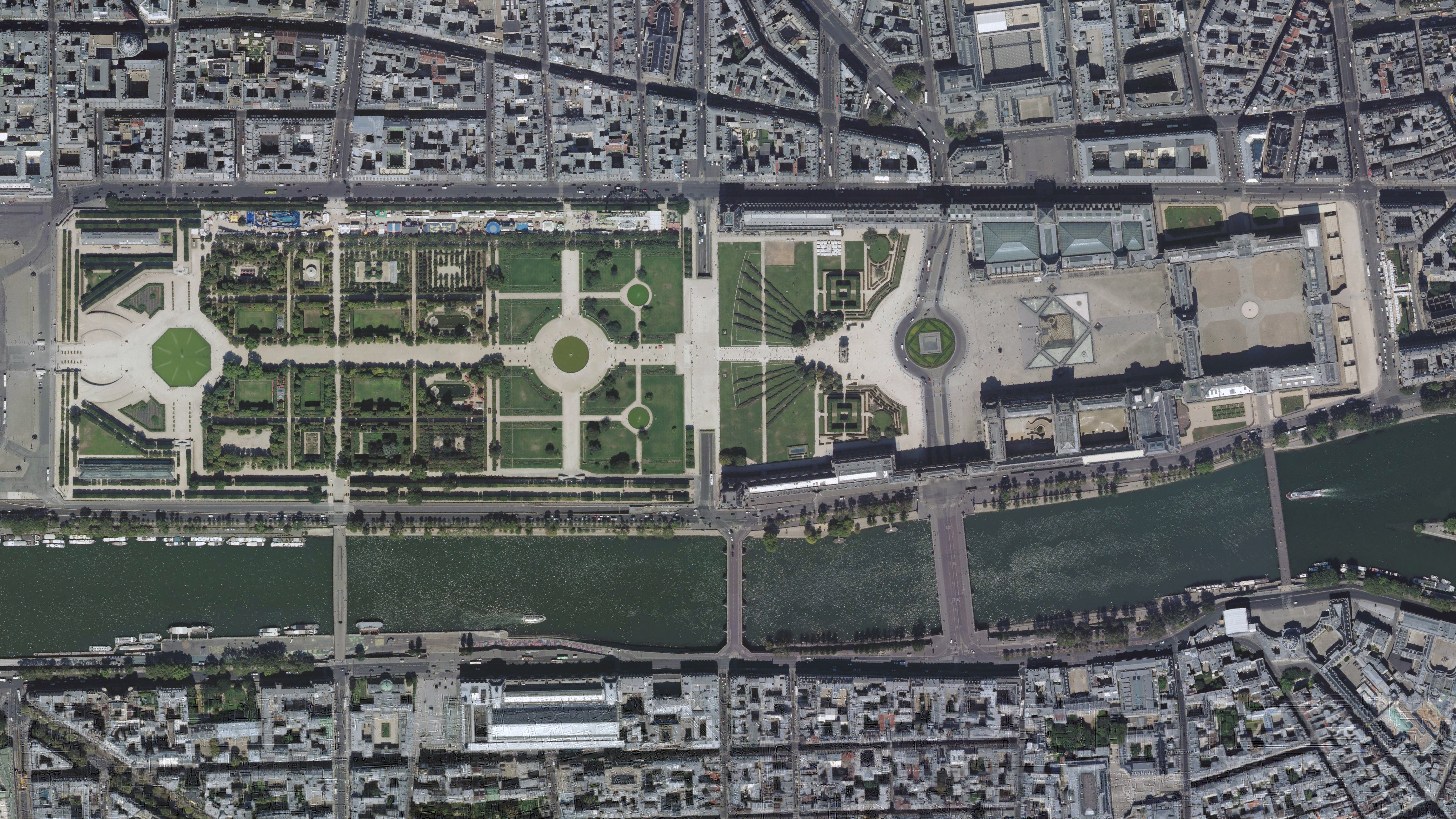
루브르 궁전과 튈르리 공원의 항공조망

루브르 박물관은프랑스 파리의 중심가인 리볼리가에 있는 국립 박물관이다. 소장품의 수와 질 면에서 메트로폴리탄 미술관, 대영박물관과 함께 세계적으로 손꼽히는 박물관이다. 현재의 건물은 루브르 궁전을 개조한 것으로, 파리의 센강 주변을 포함하여 세계유산으로 지정되어 있다. 루브르 박물관 앞의 유리 피라미드 조형물인 루브르 피라미드는 근대에 건설된 것으로 한때 어울리지 않다는 평이 많았으나 현재는 루브르를 대표하는 조형물이 되었다. 프랑스어로 뮈제 뒤 루브르, 그랑 루브르, 또는 단순히 루브르라고도 불린다.
루브르 박물관은 루브르 궁전 내부에 위치해 있다. 루브르 궁전은 12세기 후반 필립 2세의 명으로 착공되었는데, 그 당시만 해도 궁이 아닌 요새였다. 아직도 당시의 요새 잔재들을 볼 수 있다. 이 요새가 루브르 궁이 되기까지 수차례에 걸친 건물 확장 공사가 이루어졌다. 1682년 루이 14세가 베르사유 궁전에 거주하기로 결정하고 루브르를 왕실의 수집품을 전시하기 위한 장소로 쓰도록 했다.
1692년 루브르 건물에 금석문·문예 아카데미와 왕립 회화 조각 아카데미가 들어섰고 1699년에는 첫 번째 살롱전이 개최되었다. 아카데미는 루브르에 100년동안 남아 있었다. 프랑스 대혁명 당시, 국민회의는 루브르가 박물관으로서 국가의 걸작을 전시해야 한다고 선포하였다.
박물관으로서의 루브르는 1793년 8월 10일 537점의 회화를 전시하며 첫 문을 열었는데 전시된 작품은 대부분 몰락한 귀족과 교회에서 징발된 수집품들이었다. 박물관 건물 내부의 구조적 문제로 인해 박물관이 1796년에서 1801년까지 문을 닫았다. 나폴레옹이 통치하던 시기에 소장품의 규모가 크게 늘었고 이름도 뮈제 나폴레옹으로 바뀌었다가 워털루에서 나폴레옹이 대패하자 나폴레옹 군대에 빼앗겨 루브르로 보내졌던 많은 작품들이 고국으로 돌려 보내졌다. (사실 당시 박물관장이 지하실에 빼돌려 돌아가지 못한 작품도 여럿 된다고 한다.) 루이 18세와 샤를 10세 재위 기간에 다시 한번, 더 큰 규모로 소장품이 늘었고, 제2 제국(나폴레옹 3세 통치 기간) 중에 20,000여 점의 수집품이 들어왔다. 소장품은 제3공화국 때부터도 기증과 선물로 계속해서 규모가 커지고 있으며 2008년 기준으로는 8개의 전시관에 나뉘어 있다. 이집트 고대유물관, 근동 유물관, 그리스와 에트루리아, 로마 유물관, 이슬람 미술관, 조각 전시관, 장식품 전시관, 회화관 그리고 판화와 소묘관 등이다.

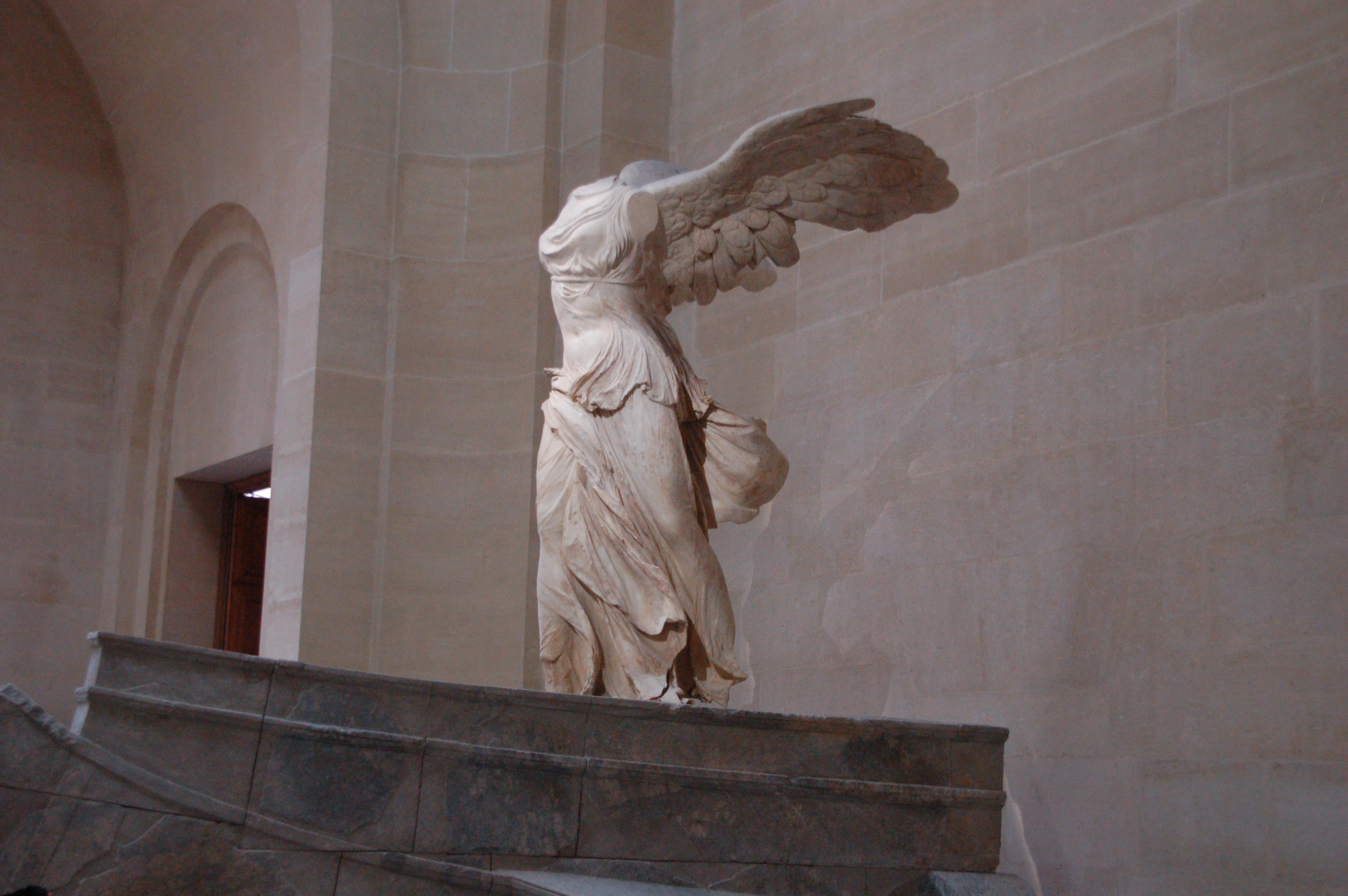
《사모트라케의 니케》- 루브르 박물관

## 소장품
루브르 박물관의 소장품 규모는 2019년 기준으로 총 615,797점에 달한다. 이들 중 8개 전시관에 공개되는 작품 수는 35,000점에 달한다.
2021년 3월 24일부터는 온라인 소장품 검색 서비스가 시작되어, 전체 61만 점 중 482,943점에 달하는 소장품을 검색할 수 있게 되었다.

### 이집트 고미술품
이집트 고미술품관은 기원전 4000년경부터 기원후 4세기에 이르기까지의 나일강 일대 문명의 고미술품 약 50,000여 점을 소장하고 있다.:74 세계적으로도 가장 큰 규모에 속하는 루브르 박물관의 이집트 고미술품 컬렉션은 고대 이집트, 이집트 중왕국, 이집트 신왕국, 콥트 미술, 로마 미술, 프톨레마이오스 왕조, 동로마 제국 시대까지 이어진 이집트의 일상을 살펴본다.
이집트 고미술품관의 유래는 프랑스 왕실 소장품으로 거슬러 올라가지만, 1798년 나폴레옹의 이집트 원정 당시 동행하며 관련 유물을 수집한 이집트학자 도미니크 비방이 훗날 루브르 박물관장에 오르면서 본격적으로 그 규모를 늘리게 되었다.:76-77 특히 장 프랑수아 샹폴리옹이 로제타석에 쓰인 이집트 문자의 해독에 성공한 이후 샤를 5세가 이집트 고미술품관을 신설할 것을 명한 것이 직접적인 기원이다. 샹폴리옹은 에드메앙투안 뒤랑, 헨리 솔트, 베르나르디노 드로베의 세 사람이 수집한 이집트 유물을 구입할 것을 건의하였고 그에 따라 약 7,000여 점의 유물이 추가되었다. 여기에 이집트 카이로의 이집트 박물관을 설립한 오귀스트 마리트의 수집품이 더해져 규모를 한층 늘렸다. 마리에트는 이집트 멤피스로 탐사를 떠나고 그 과정에서 발굴한 여러 유물을 갖고 돌아왔는데 《앉아있는 서기》가 이때 입수된 대표적인 유물이다.:76-77
이집트 고미술품관은 입구를 지키는 타니스의 대스핑크스상을 시작으로 총 20여 개의 방에 걸쳐 구성되어 있다. 소장품 가운데는 일반 예술품은 물론 파피루스 두루마리, 미라, 도구, 의상, 장신구, 놀이, 악기, 무기 등 실생활품도 있다.:76-77 고왕국 시기의 대표 소장품으로는 기원전 3400년경의 《게벨 엘아라크 칼》, 《앉아있는 서기》, 《제데프레의 두상》이 있다. 중왕국 시기 작품으로는 사실주의에서 이상주의로 넘어가는 금공예품과 석상이 주류를 이루며, 《아메넴하탕크의 석상》, 《물건 나르는 목상》 등이 있다. 신왕국과 콥트교 시기의 소장품은 한층 어둡지만 《여신 네프티스의 상》과 《여신 하토르의 석상》은 신왕국의 감성과 풍요를 보여주는 대표작이다.

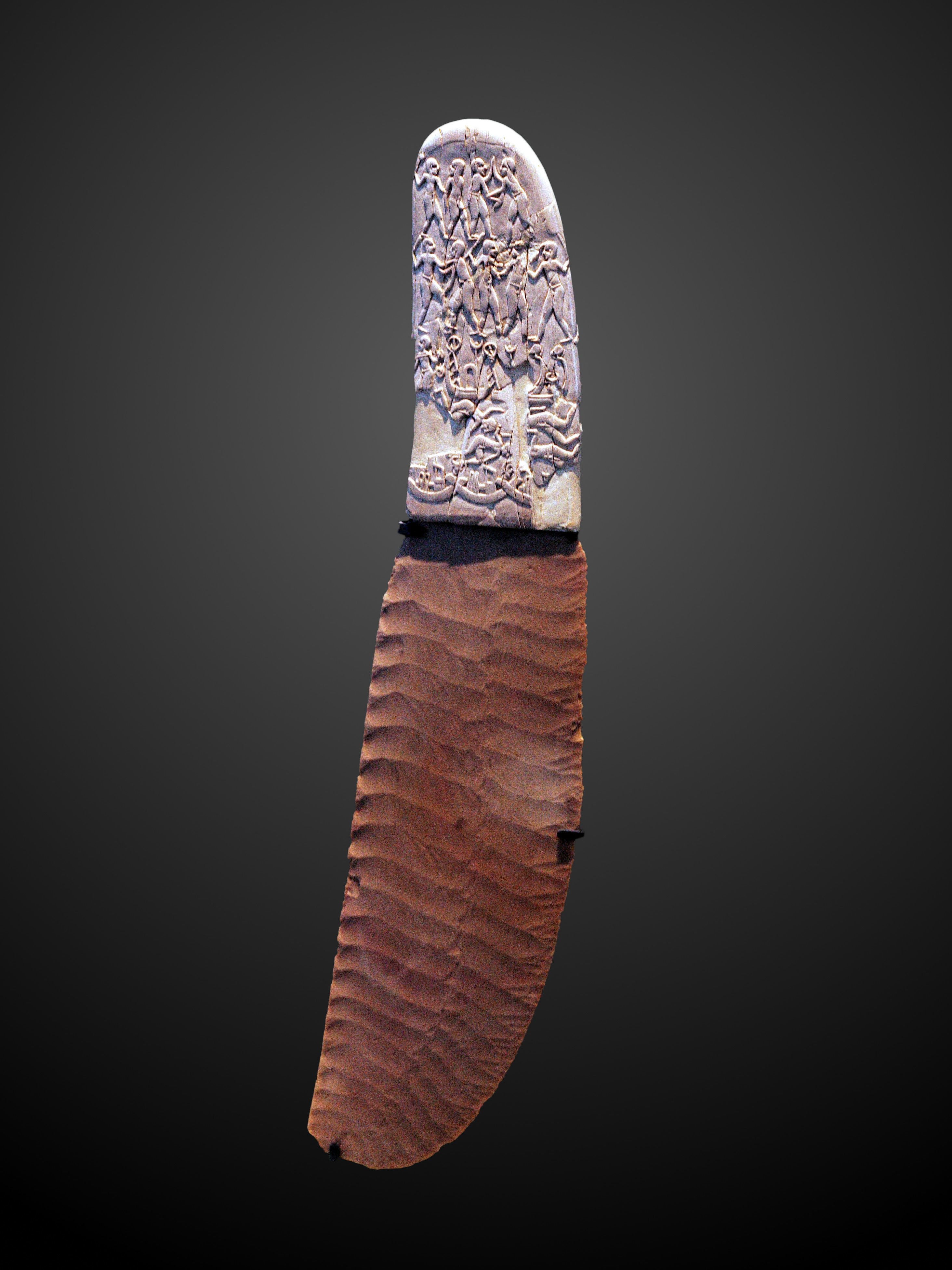
게벨 엘아라크 칼, 기원전 3300년~3200년경, 상아 (손잡이), 플린트 (칼날), 길이 25.8cm.
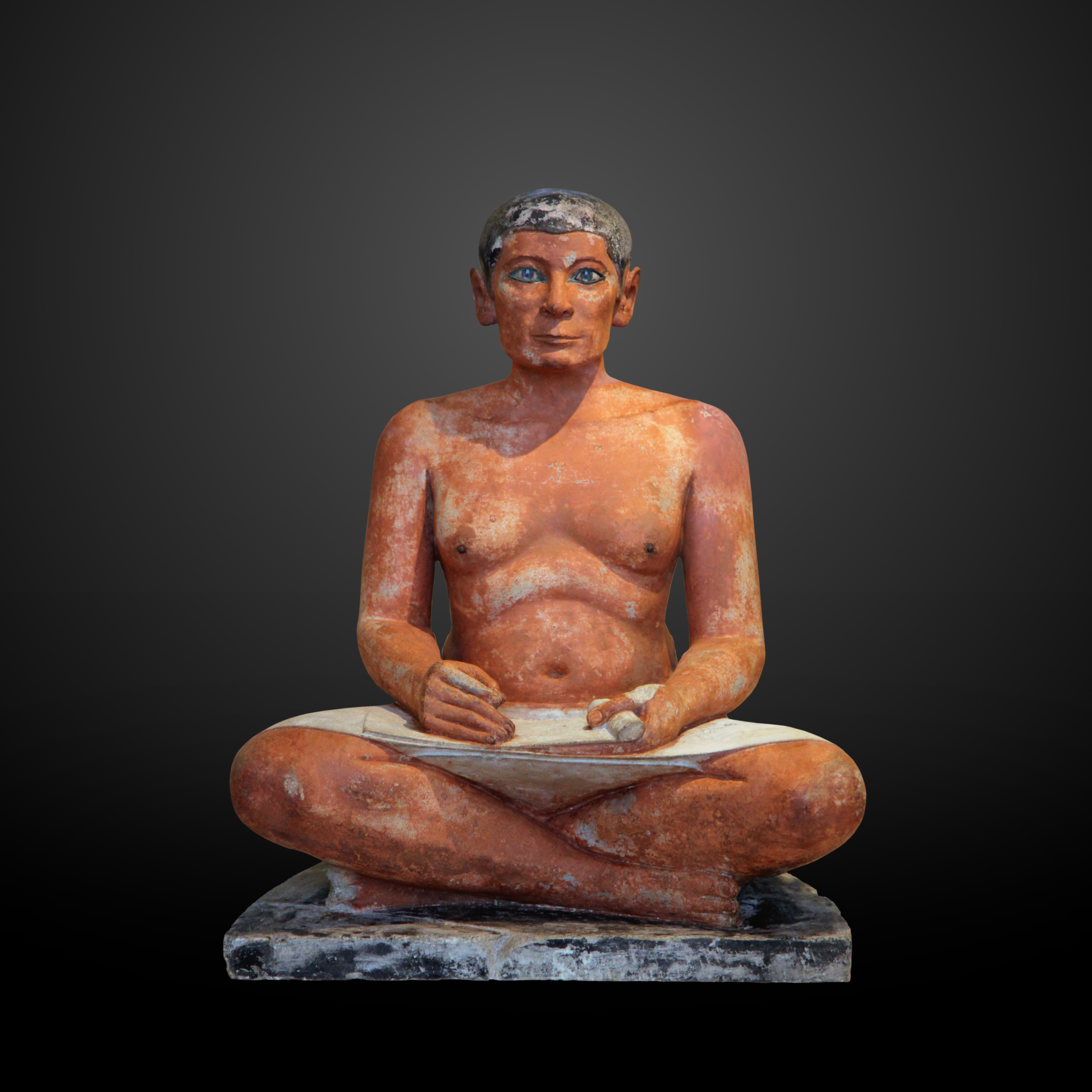
앉아있는 서기, 기원전 2613년~2494년, 석영 상감에 석회석 채색, 높이 53.7cm.
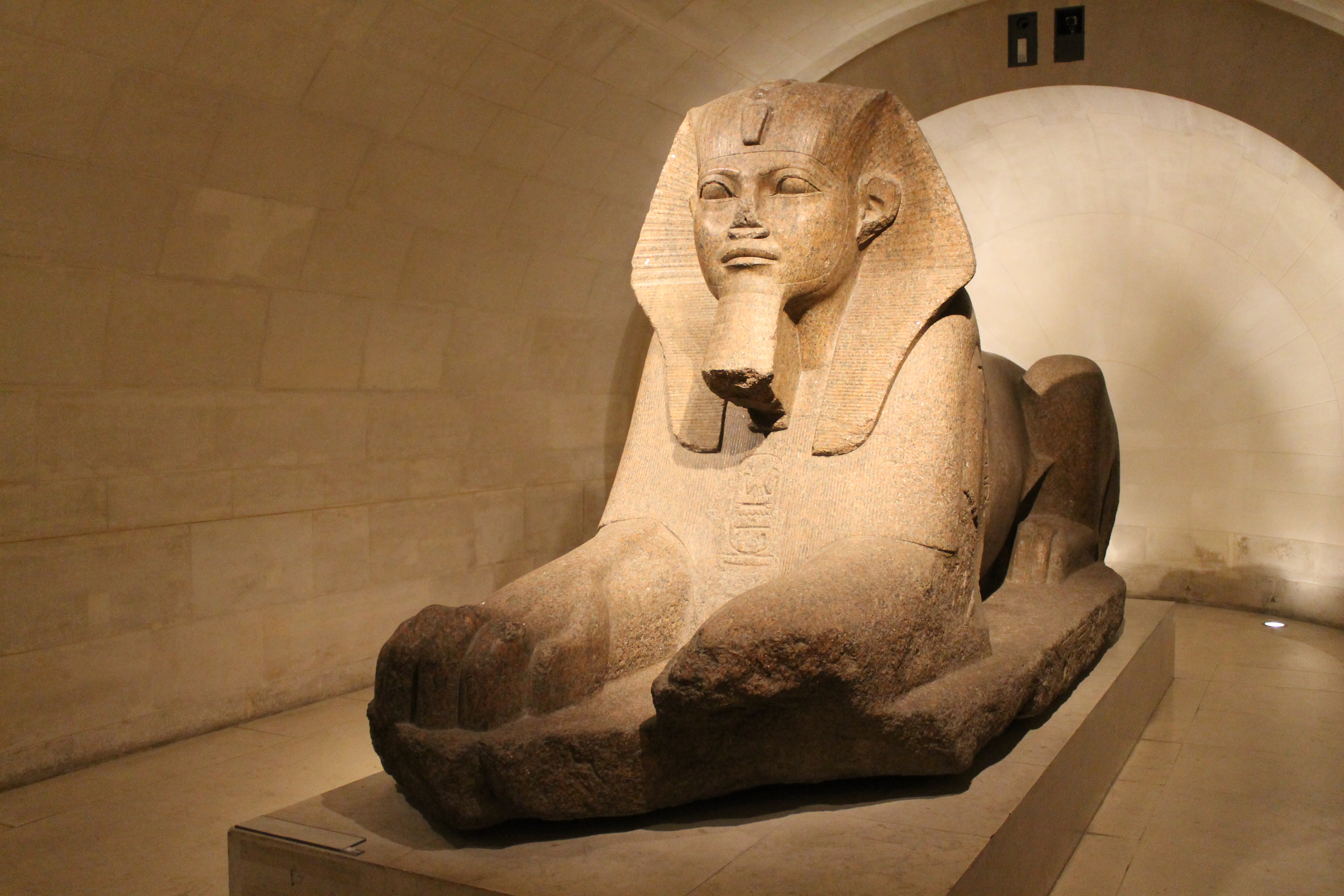
타니스의 대스핑크스상, 기원전 2600년경, 적화강암, 높이 183cm, 너비 154cm, 두께 480cm.
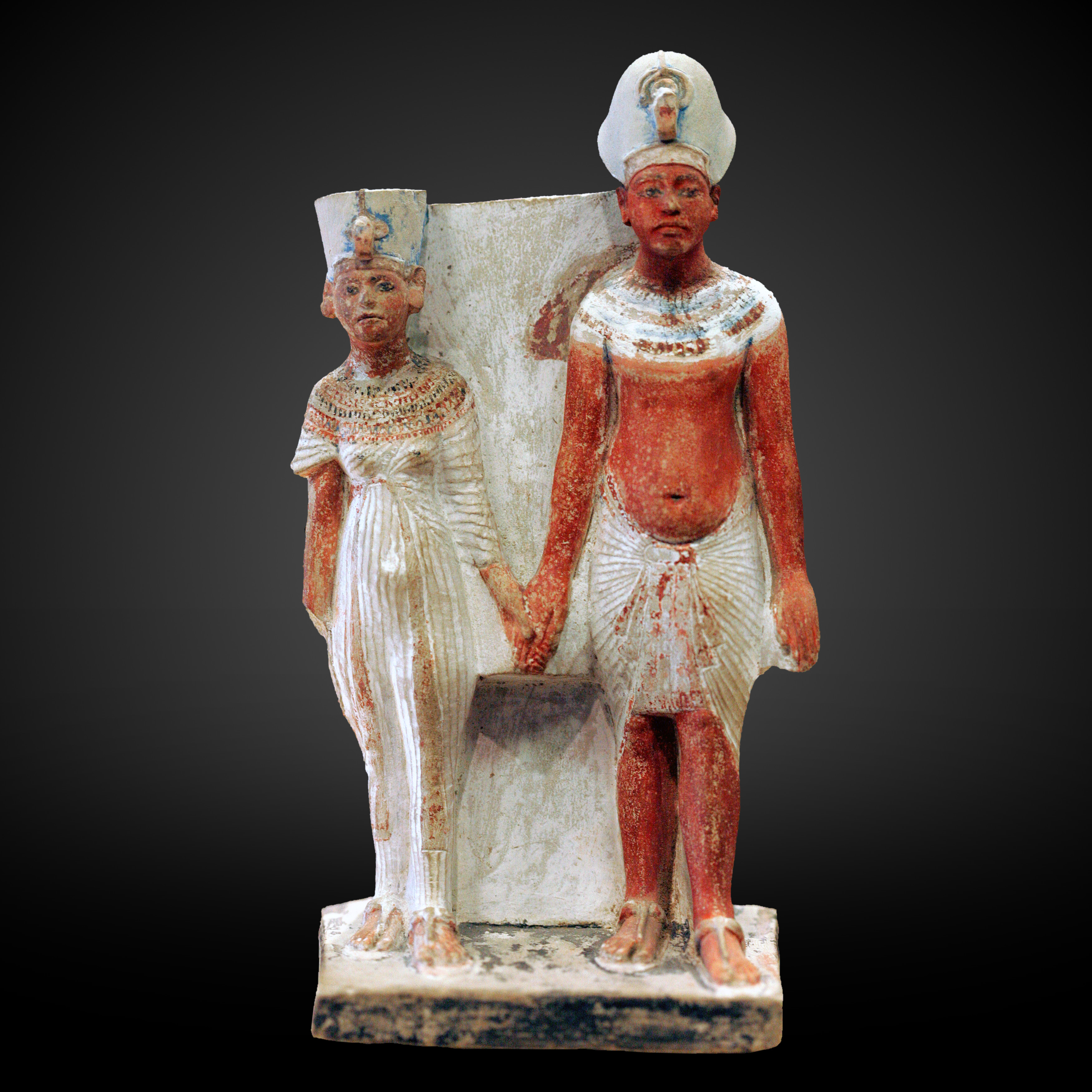
아크나텐과 네페르티티, 기원전 1345년, 석회석에 채색, 높이 22.2cm, 너비 12.3cm, 두께 9.8cm.

### 중동 고미술품
중동 고미술품관은 1881년에 신설되었으며 두 번째로 최근에 만들어졌다. 최초의 인류 정착지부터 이슬람교 전파 이전까지 고대 중동 문명을 살펴본다. 레반트, 메소포타미아, 페르시아의 세 지역으로 나뉘어 구성된다. 19세기 중반 이래 프랑스의 중동 일대 유적 발굴 과정에서 나온 유물들을 정리한 곳으로, 대표적으로 1843년 폴에밀 보타의 호르사바드 탐사와 사르곤 2세 왕궁 유적 발견 당시 나온 유물들을 소장하고 있다.:119 이들 유물은 아시리아 박물관이라는 별개 박물관의 소장품이 되었다가 오늘날의 루브르 박물관 산하 중동 고미술품관으로 이어진 것이다.
루브르 박물관이 소장한 중동 고미술품으로는 먼저 수메르 문명과 고대도시 아카드의 유물이 있는데, 기원전 2450년경 라가시 왕자가 세운 《독수리의 비석》, 아카드 국왕 나람신이 자그로스산맥의 야만족을 물리치고 세운 비석이 대표적이다. 특히 1901년 발견된 2.
25m 높이의 함무라비 법전은 바빌론의 중대 법률을 고스란히 새겨 넣어 이를 모르는 백성들이 없도록 한 유물이다. 시리아의 고대도시국가 마리에서 발굴된 기원전 18세기 벽화 《짐리림의 대관식》, 기원전 25세기 에비일의 석상도 전시되어 있다.
중동 고미술품관에서도 특히 유명한, 고대 레반트 지역의 대표 유물로는 1855년 발견되어 1860년 에른스트 르낭의 《페니키아 탐사》에 처음 실린 《에쉬무나자르 2세의 사르코파구스》가 있으며, 세계 최다 규모이자 가장 많이 해독된 가나안어와 아람어 비문도 소장되어 있다. 여기에 북아프리카의 고대 카르타고 (서페니키아) 유물도 소장하고 있는데 19세기 프랑스의 북아프리카 지배와 더불어 진행된 고고학 조사에 따라 수집한 것으로, 1843년 발굴된 아인 네크마 비석이 그 대표작이다.
페르시아 유물의 경우 고졸기 시대부터 시작되며 《장례용 두상》, 《다리우스 1세의 궁수》 등이 대표작이다. 여기에는 페르세폴리스의 일부 희귀한 석조품도 함께 소장품으로 들어가 있다.

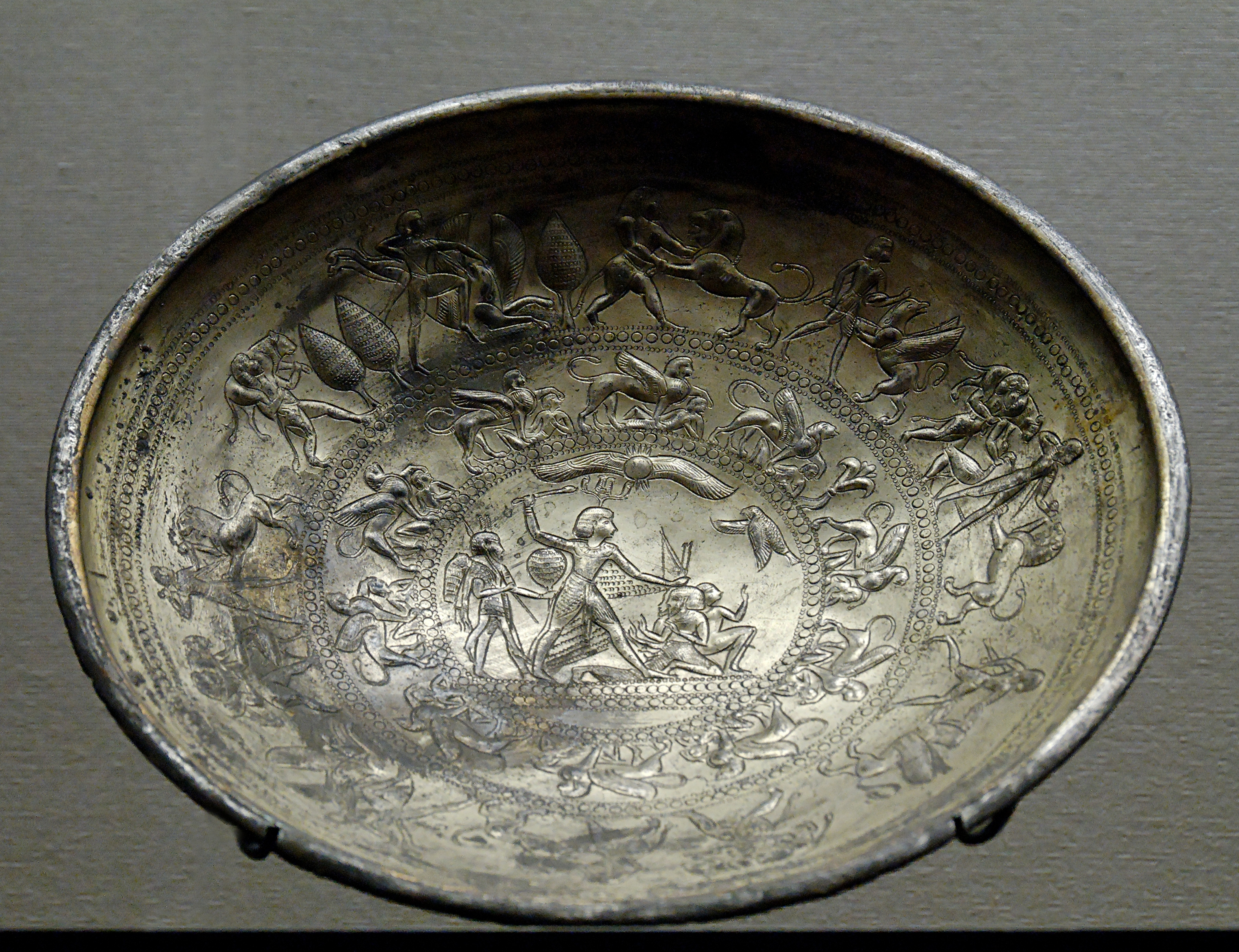
키프로스의 페니키아 철그릇
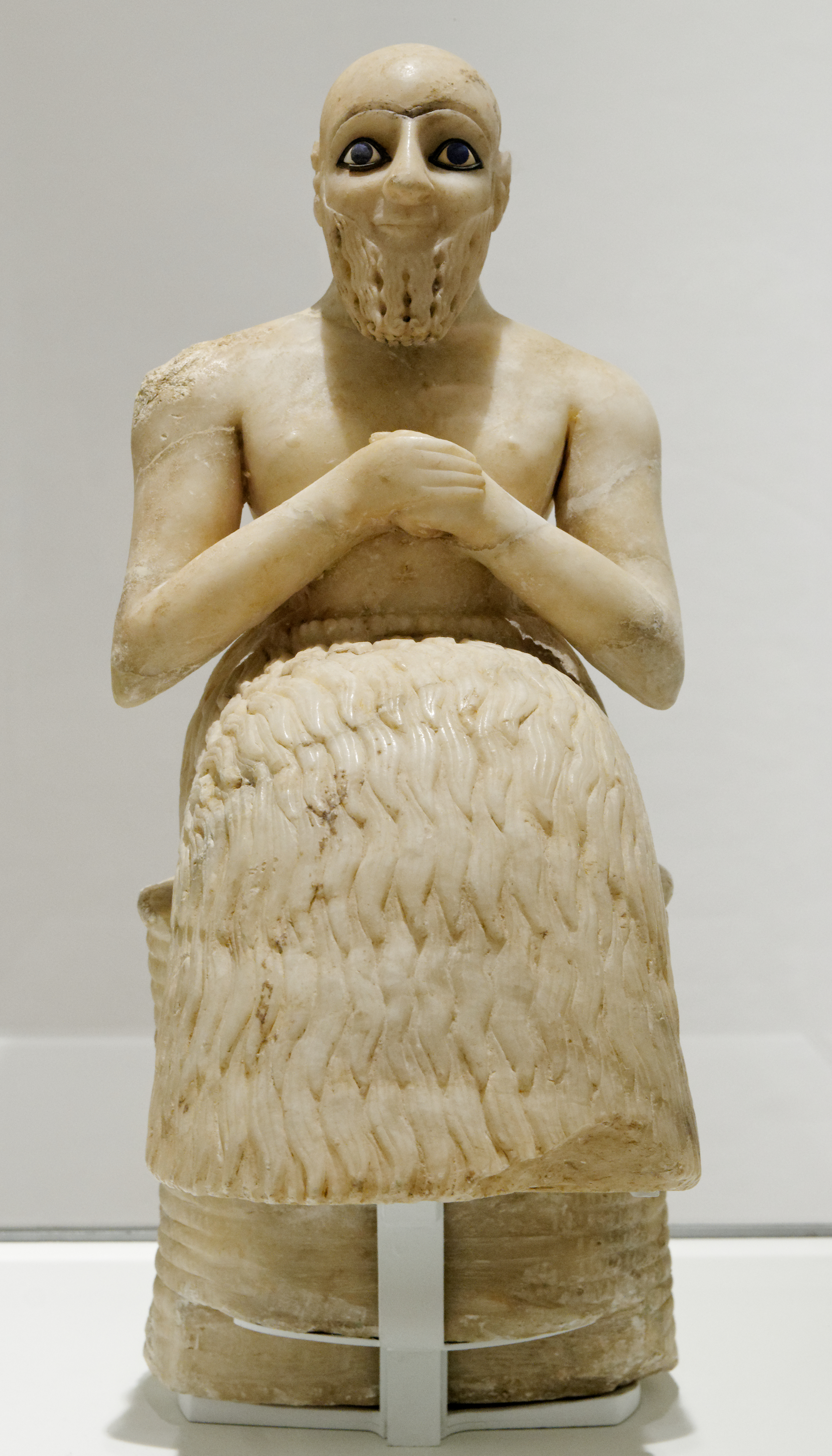
에비일의 석상, 기원전 2400년경, 석고, 편암, 조개와 라피스 라줄리, 높이 52.5cm.
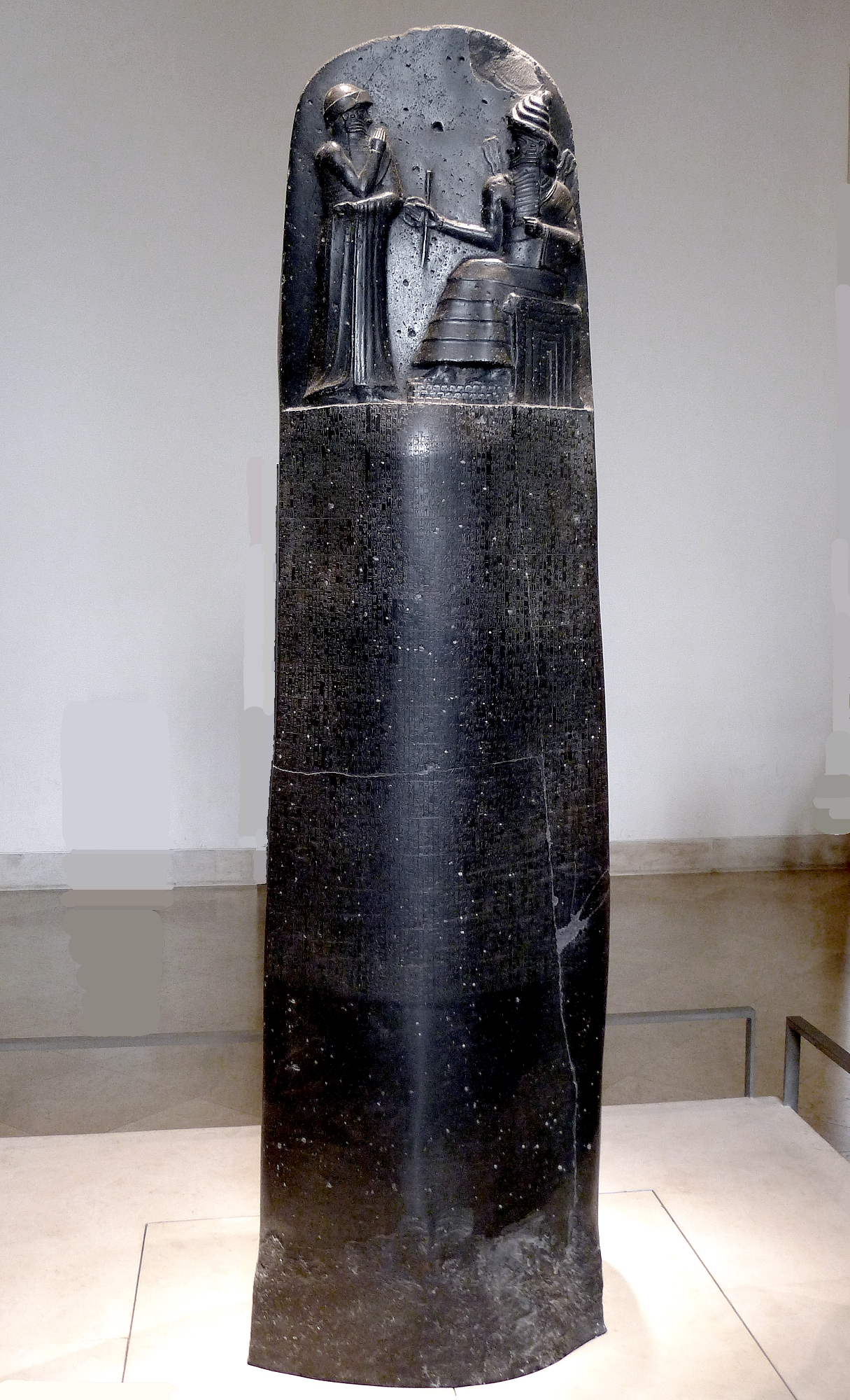
함무라비 법전, 기원전 1755년~1750년, 현무암, 높이 225cm, 너비 79cm, 두께 47cm.
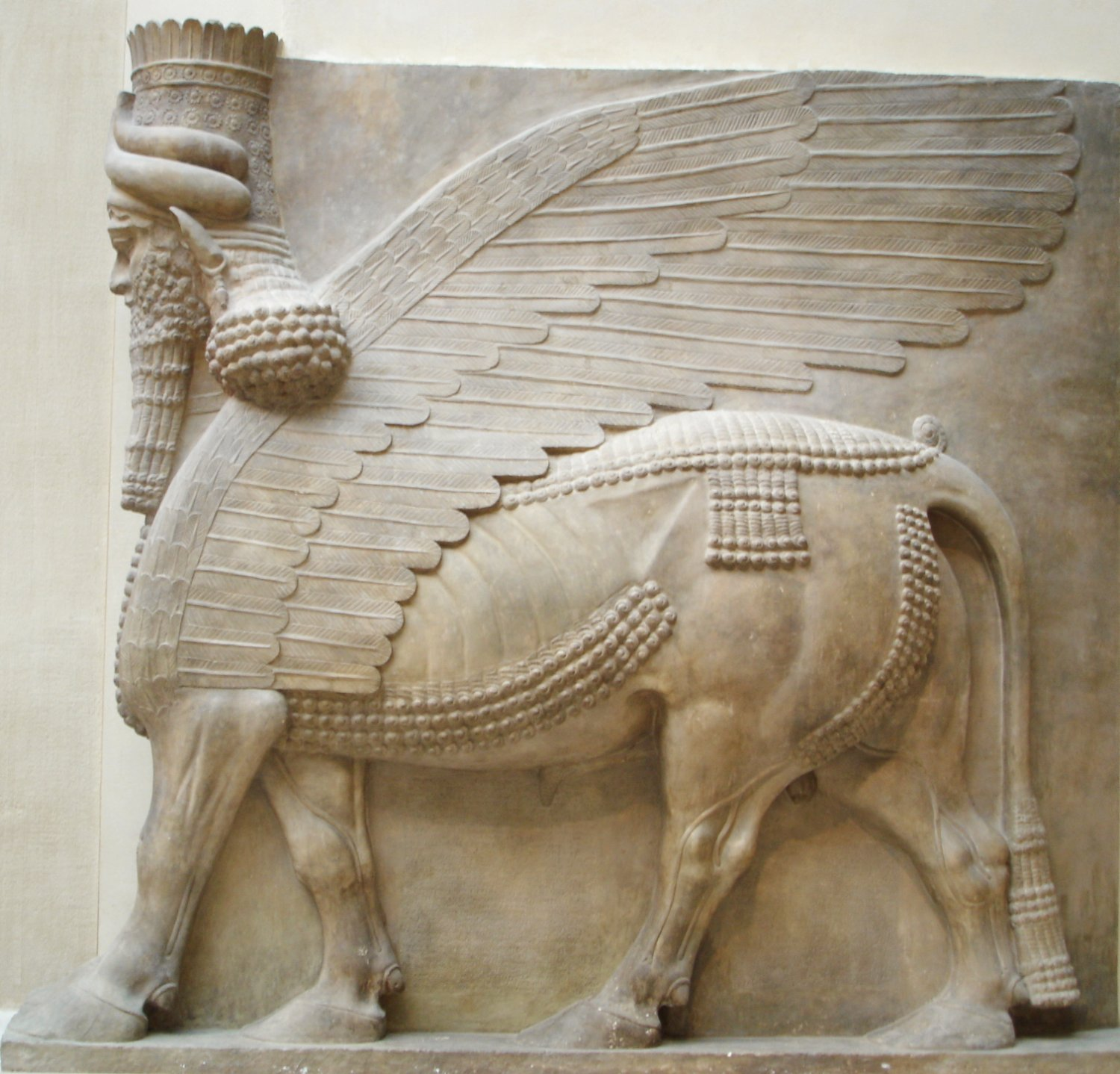
아시리아의 라마수상, 기원전 713년~716년경, 4.2 x 4.4 x 1m
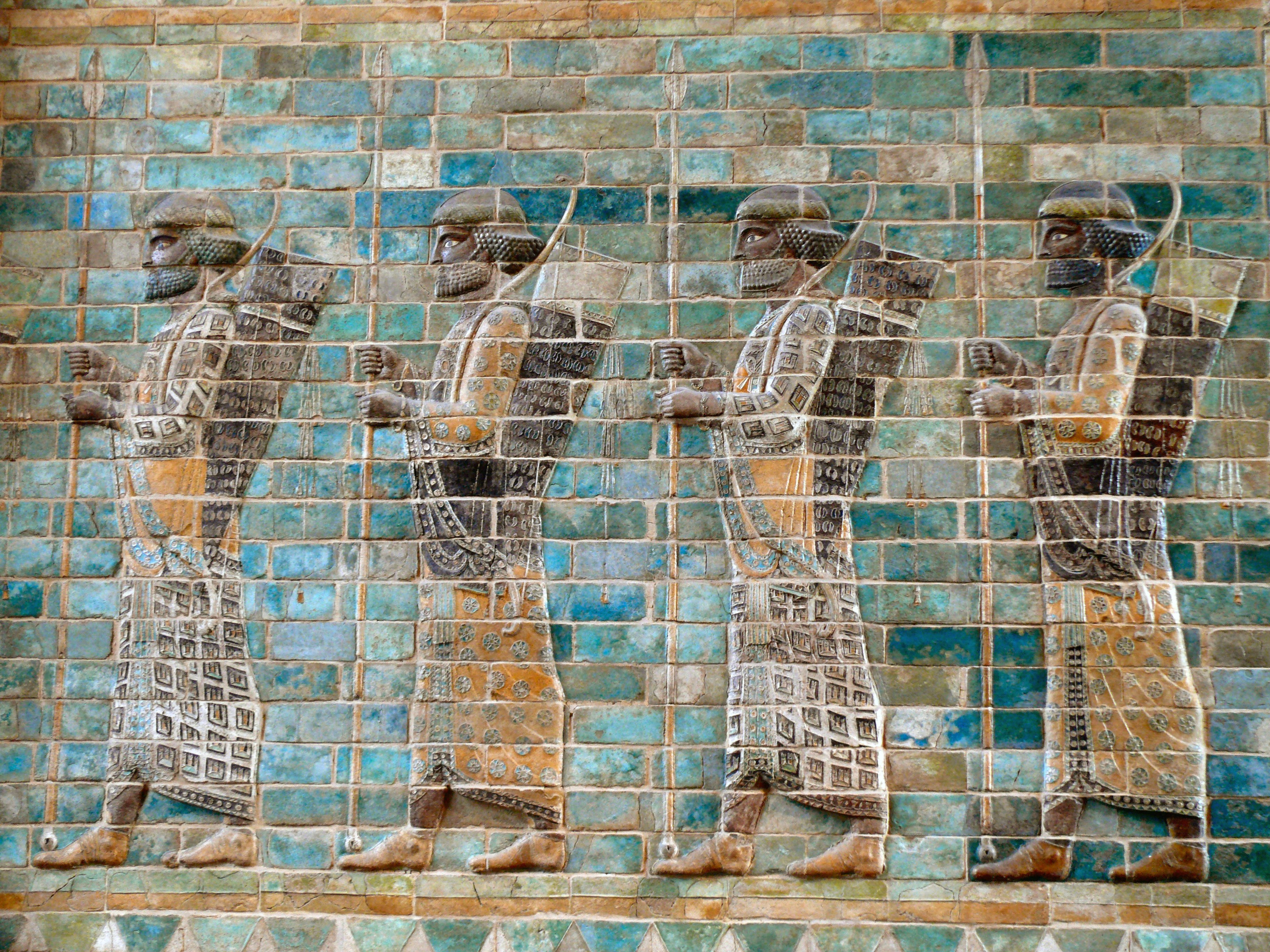
수사의 다리우스 궁전의 궁수를 새긴 프리즈, 기원전 510년경, 벽돌.

### 그리스·에트루리아·로마

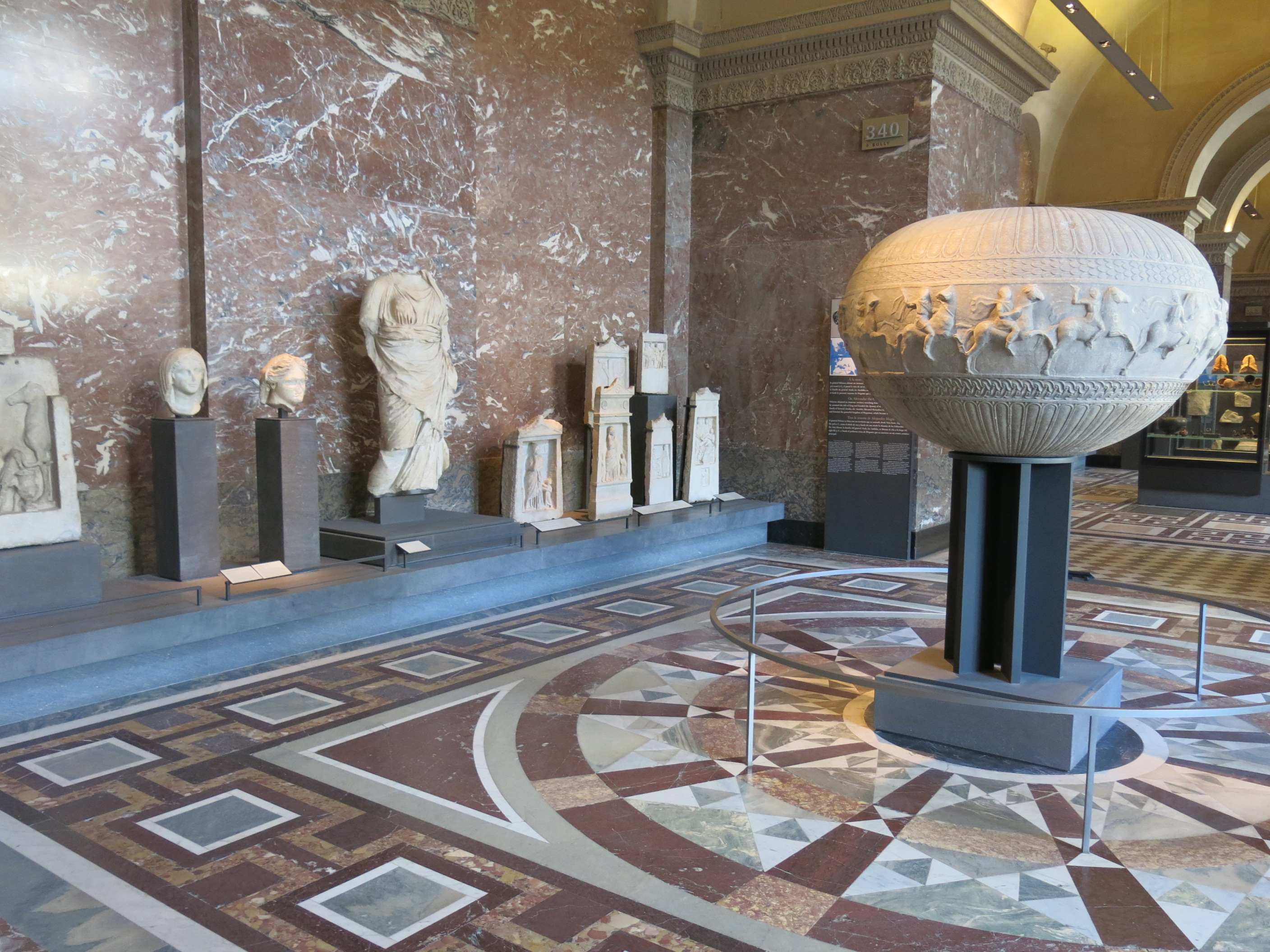
그리스 고미술품 전시실 (11호실)

그리스·에트루리아·로마관은 신석기 시대부터 6세기에 이르기까지 지중해 문명의 미술품을 전시하고 있다. 시대적으로는 그리스의 신석기 시대인 키클라데스 문명부터 로마 제국의 멸망기까지 아우르고 있다. 루브르 박물관 내에서도 가장 오래된 소장품으로서 16세기 프랑수아 1세의 수집품을 비롯한 프랑스 왕실 소유 소장품으로부터 출발하였다.:155-58 처음에는 밀로의 비너스상 같은 대리석상에 집중되었으며, 나폴레옹 전쟁기에는 벨베데레의 아폴로 같은 전리품도 입수되었으나, 1815년 나폴레옹 정권의 몰락과 함께 반환되었다. 19세기부터는 뒤랑 컬렉션의 도기 유물이나 프랑스 국립도서관의 보르게세 화병 같은 청동 유물도 들여오며 그 범위를 넓혔다.:92
루브르 박물관의 그리스 고졸기 유물은 장신구와 석조각에 집중되어 있으며 기원전 640년 《오세르의 여인상》, 기원전 570년~560년경 《사모스의 헤라상》이 그 대표작이다. 기원전 4세기를 지나 그리스 고전기 미술부터는 인간의 형상에 대한 관심이 증대되었음을 보여주는 조각상이 주를 이루며, 《보르게세의 검투사》 등이 그 대표작이다. 헬레니즘 미술의 경우 기원전 190년의 《사모트라케의 니케》와 《밀로의 비너스》라는 시대의 걸작 두 점이 소장되어 있다.:155 한편 '캄파나 갤러리' (Galerie Campana)란 이름의 회랑에서는 그리스 도기 1천여 점을 대거 전시하고 있으며, 센강과 나란히 이어지는 갤러리에서는 루브르 박물관이 소장한 고대 로마 조각품의 대다수가 전시되어 있다. 여기에서는 특히 로마 시대의 인물상이 주를 이루며 아그리파의 석상, 안니우스 베루스의 석상이 그 대표작이고, 청동상 소장품 중에는 고대 그리스의 피옴비노의 아폴로상이 유명하다.

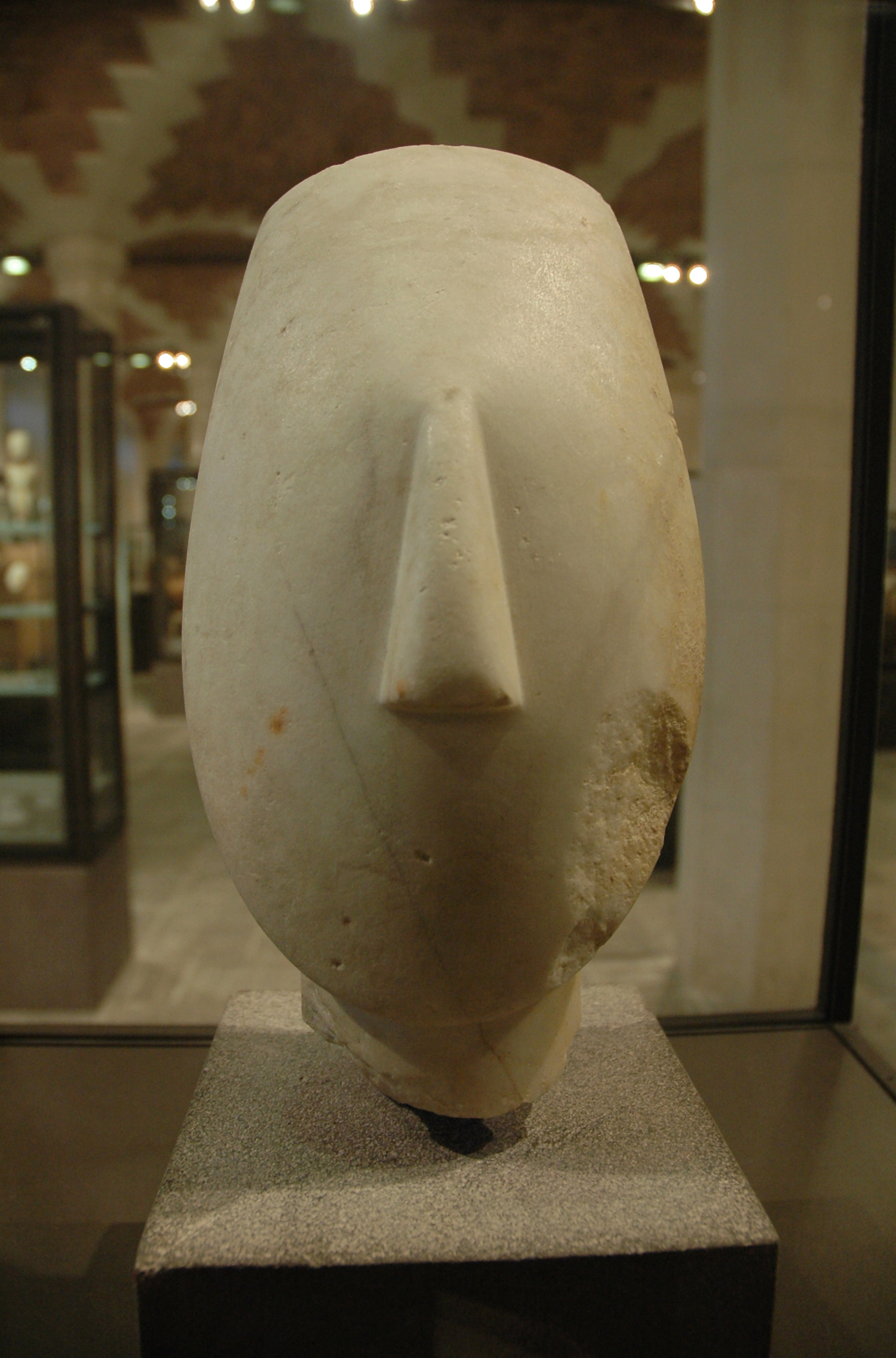
키클라데스의 여인 두상, 기원전 27세기, 대리석, 높이 27cm.
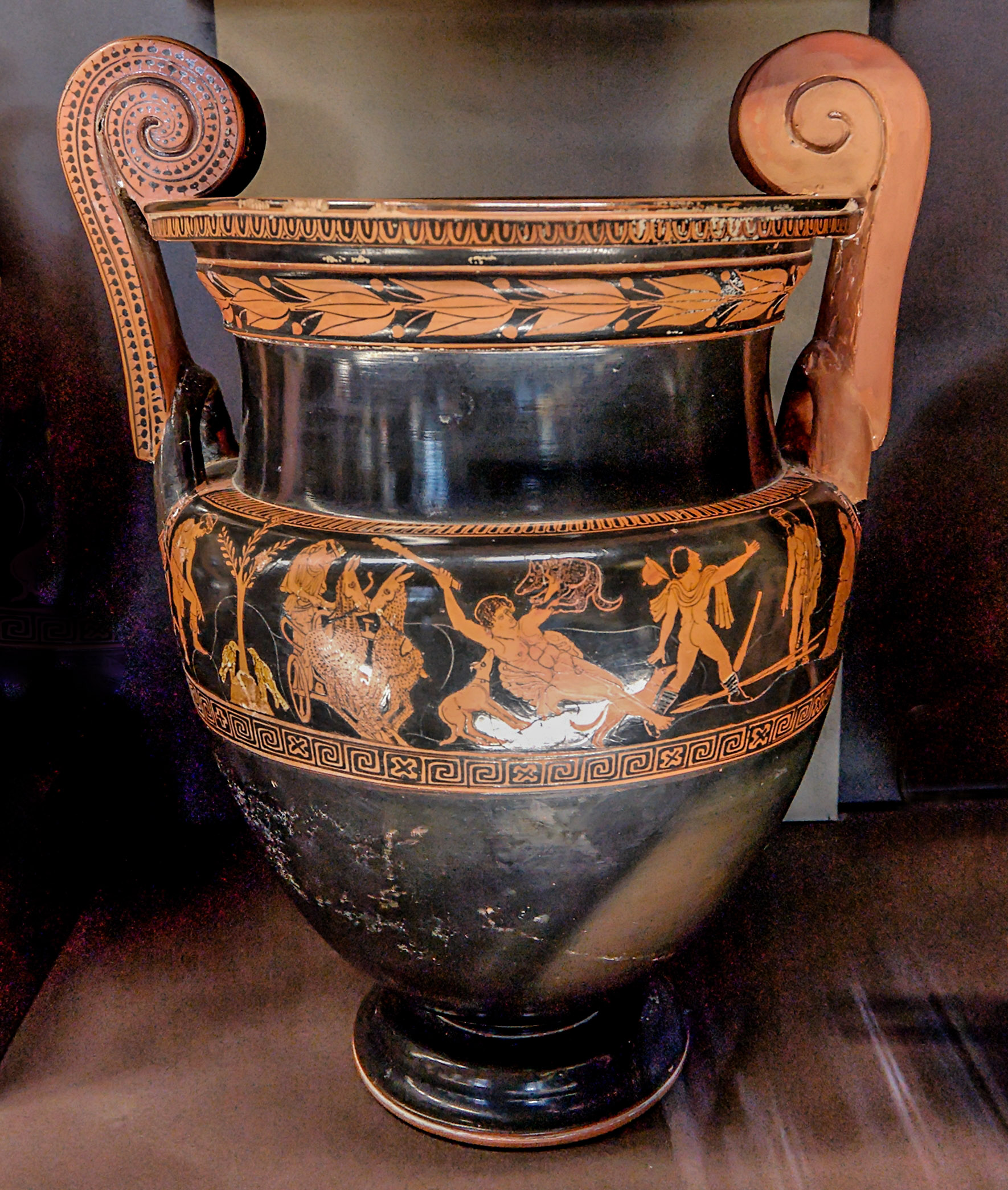
악타이온의 죽음을 그린 나선형 크라테르, 기원전 450년~440년경, 높이 51cm, 직경 33.1cm
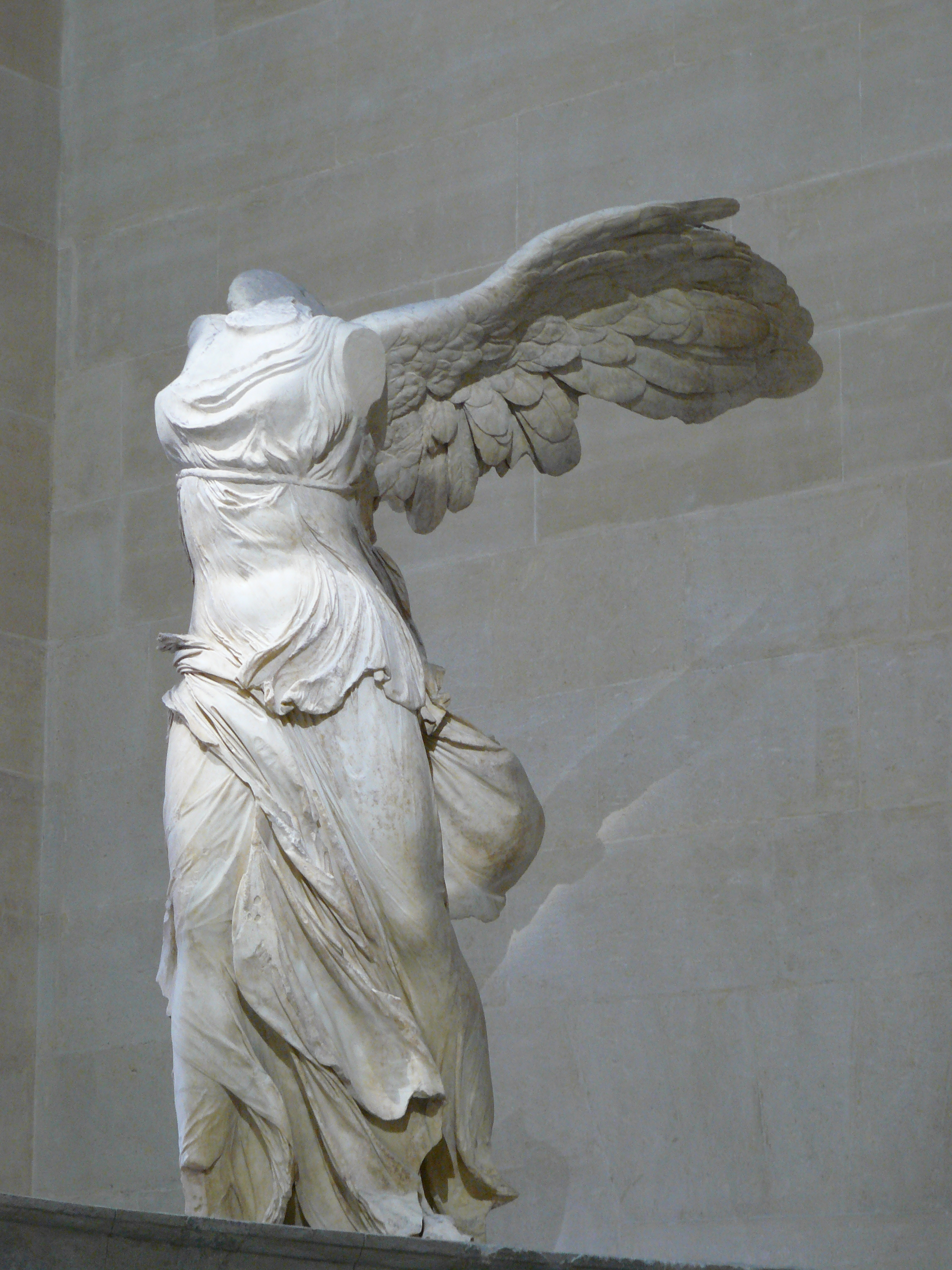
사모트라케의 니케, 기원전 200년~190년경, 파리아 대리석, 높이 244cm.
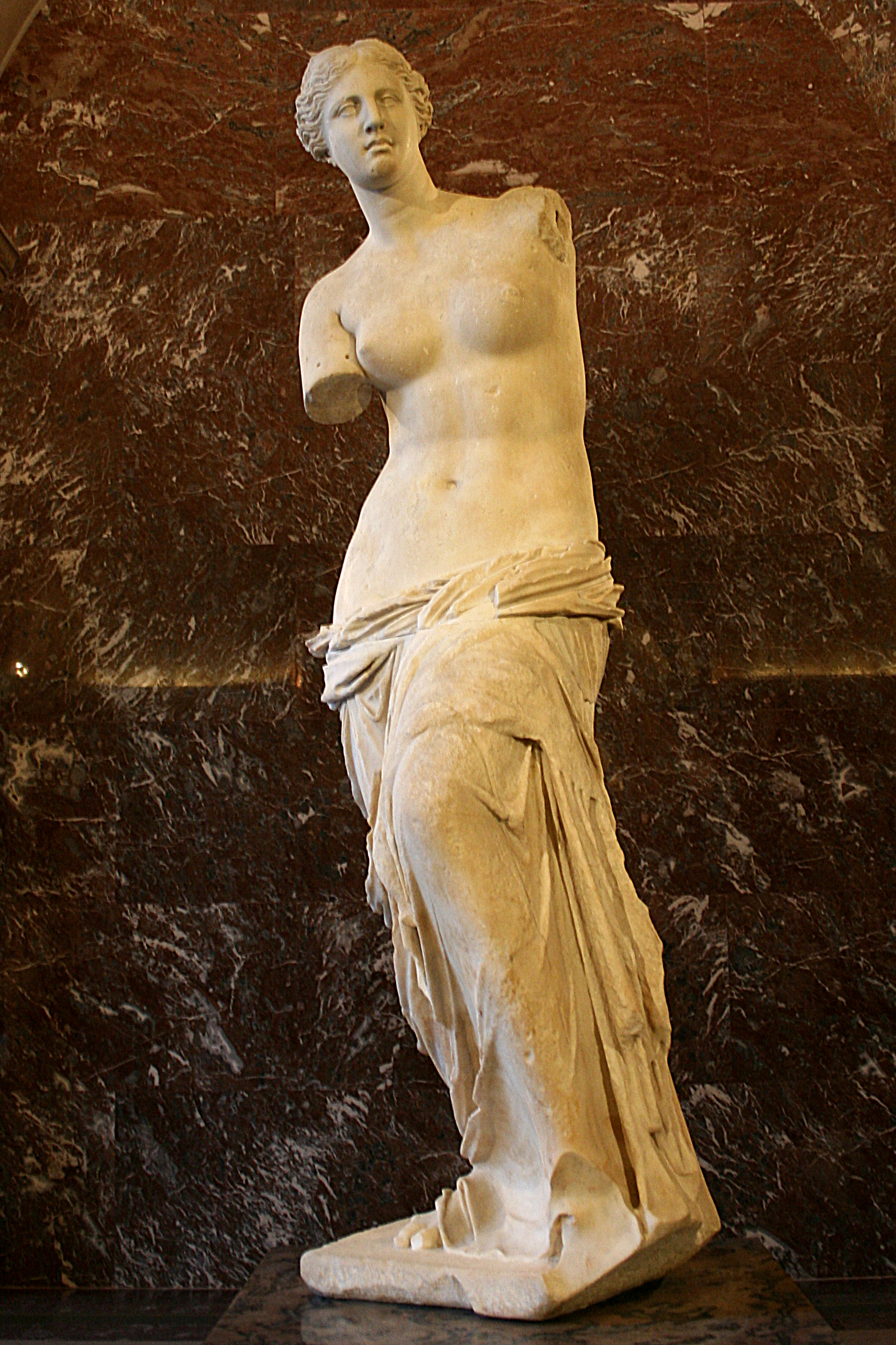
밀로의 비너스, 기원전 130년~100년, 대리석, 높이 203cm.

### 이슬람 미술
이슬람 미술관은 루브르 박물관에서 가장 최근에 생긴 전시관으로 "3개 대륙에 1300년"을 아우르는 소장품으로 구성되어 있다. 도자기, 유리, 철제, 목제, 상아, 카펫, 직물, 모형 등 총 5,000여점의 작품과 1,000점의 파편을 전시하고 있다. 본래는 공예미술관의 한 일부였으나 2003년 별개의 전시관으로 독립하였다. 대표 전시품으로는 10세기 안달루시아의 상아상자인 《알무기라의 픽시스》, 13~14세기 맘루크 왕조의 놋쇠 장식 양동이인 《생루이의 세례물통》, 10세기 이란에서 제작된 《생조스의 수의》가 있다.:119-121 이밖에도 페르시아의 피르다우시가 지은 서사시인 《샤나메》의 세 쪽 분량을 소장하고 있으며, 시리아의 철기인 《바르베리니 화병》도 소장품 중 하나다. 2019년 9월 사우디의 라미아 빈트 마즈드 알 사우드 왕자가 참석한 가운데 이슬람 미술관의 개편 공개식이 열렸다. 개편을 통해 스페인에서 아라비아 반도를 거쳐 인도에 이르기까지 이슬람 문화권에서 수집된 7세기~19세기 유물 3,000점이 전시되기 시작하였다.

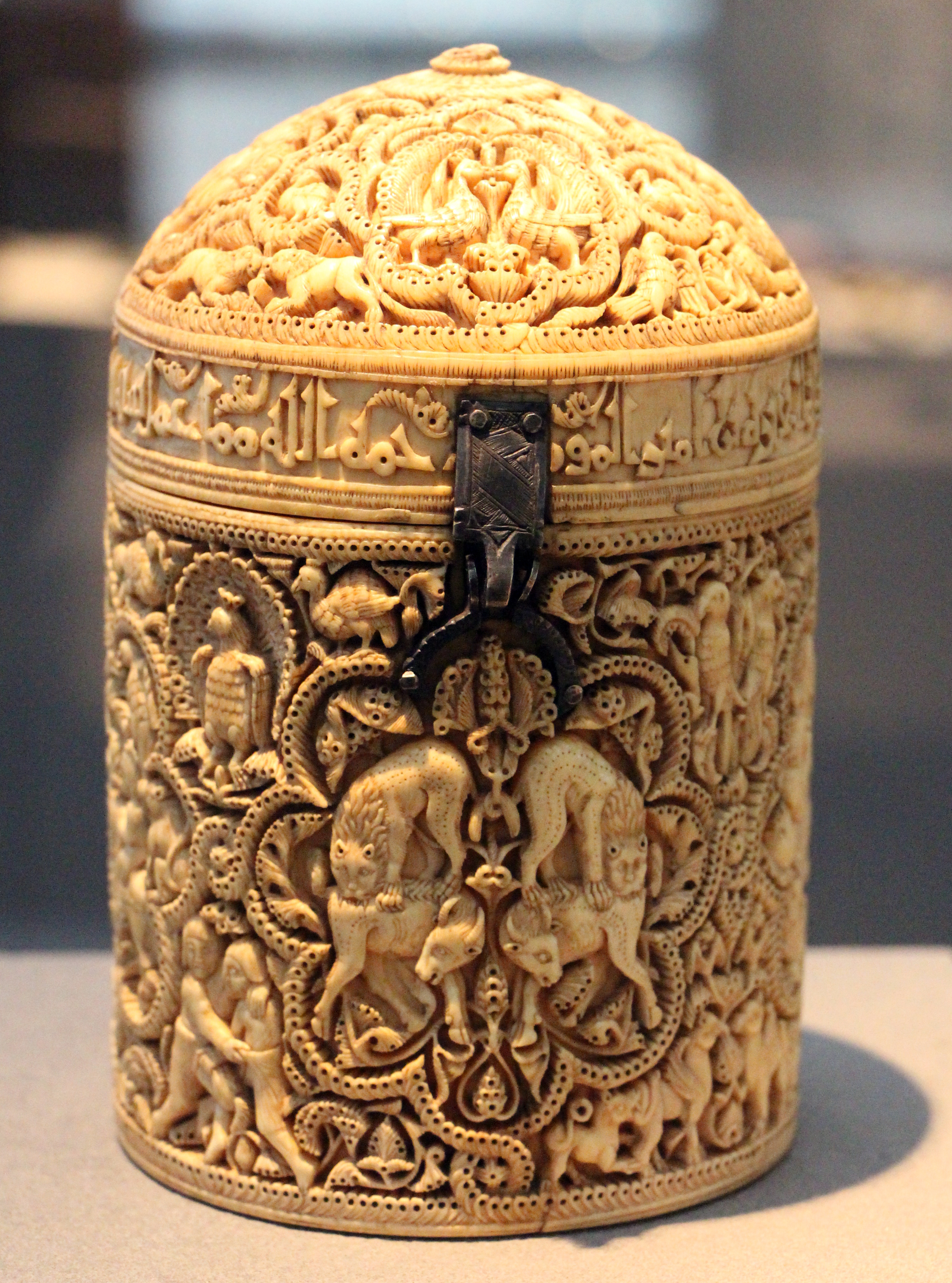
알무기라의 픽시스, 10세기 (968년으로 추정), 상아, 15 x 8cm
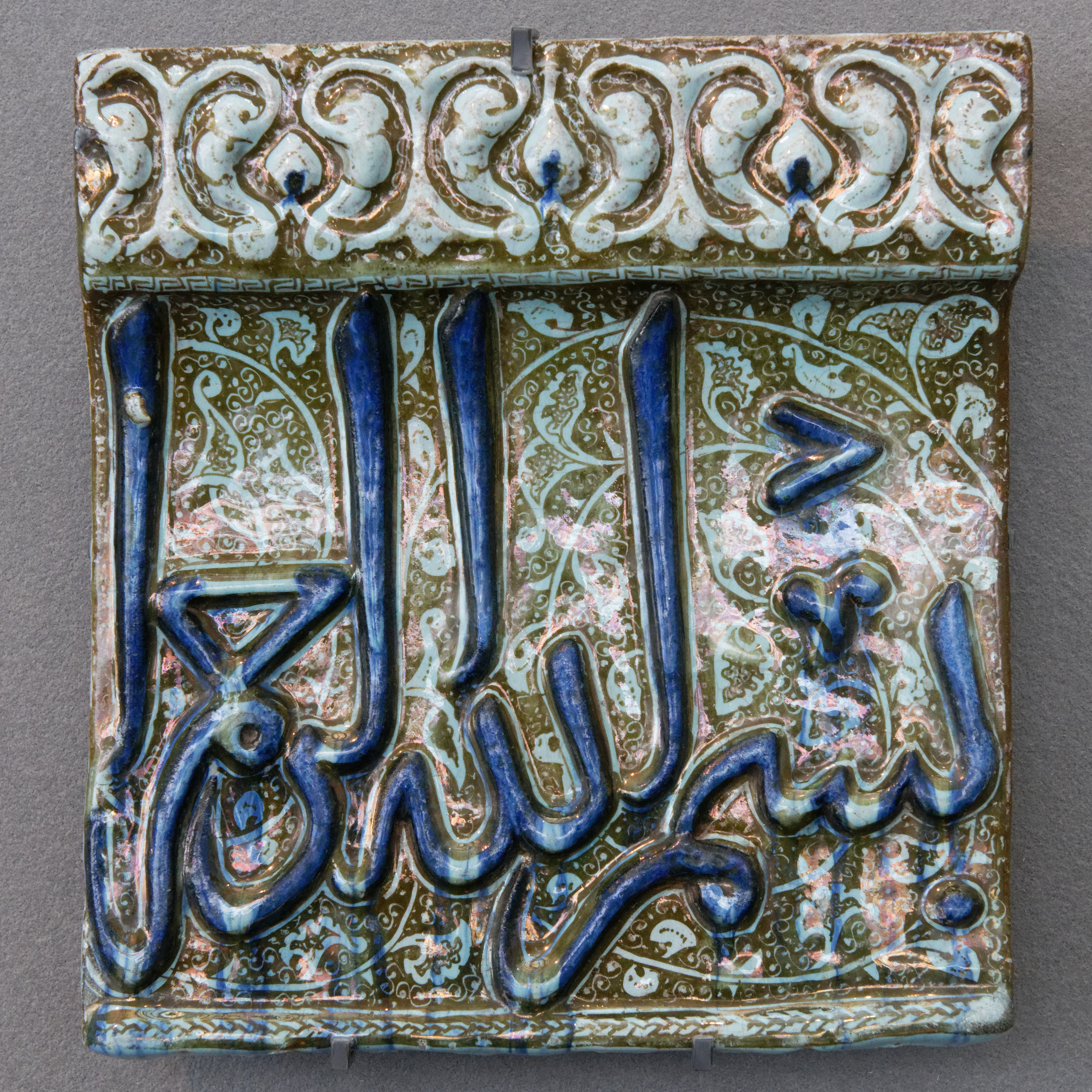
비스밀라가 새겨진 이란 타일, 13세기 말~14세기 초, 세라믹에 새김, 유약
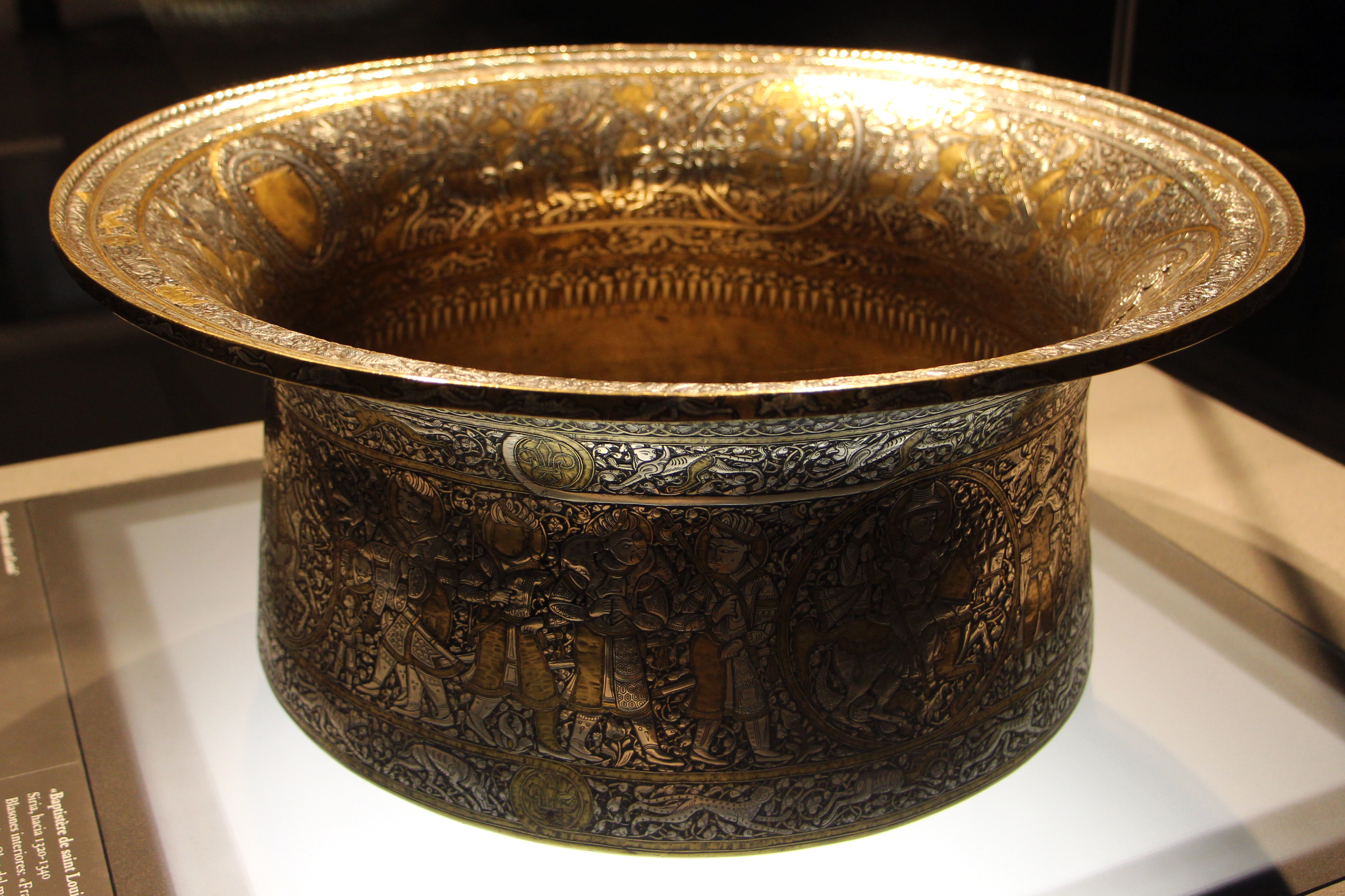
생루이의 세례물통, 무함마드 이븐 알자인, 1320년~1340년, 금·은을 두드려 새기고 조각, 50.2 x 22.2cm
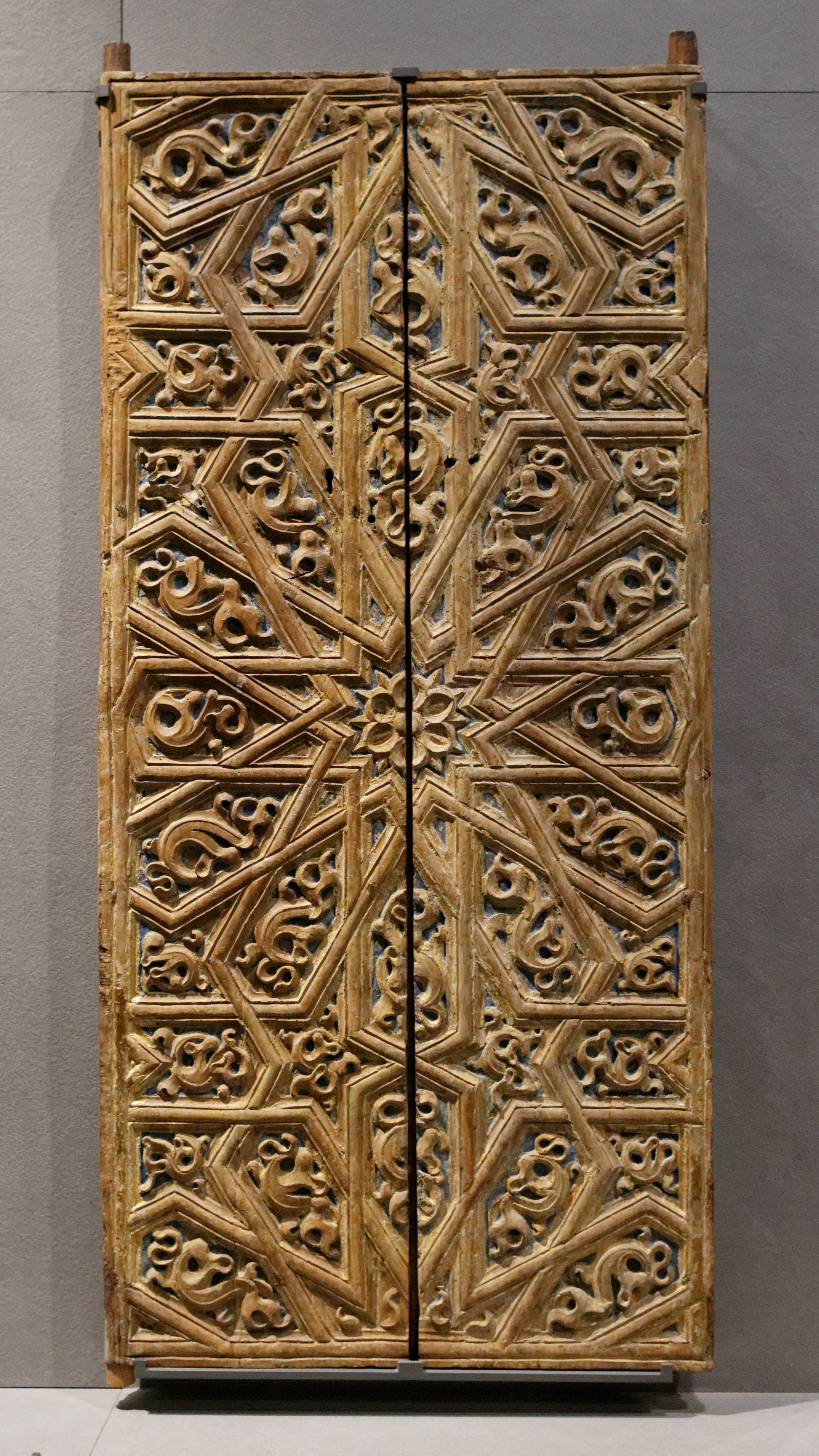
대문, 15~16세기, 호두나무를 새기고 채색

### 조각

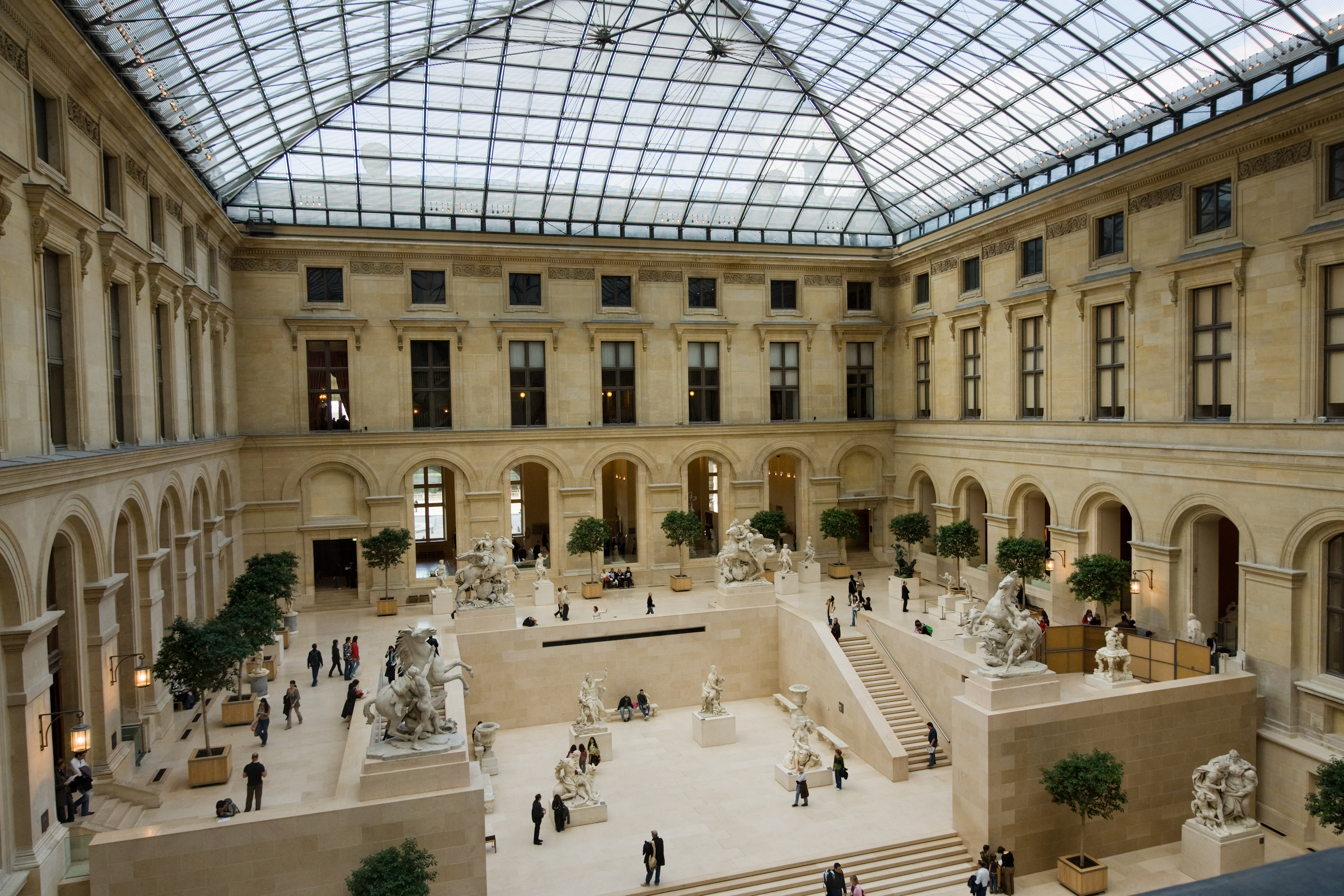
프랑스 조각가들의 작품 전용관으로 사용되고 있는 쿠르 마를리 (Cour Marly)

루브르 박물관의 조각관은 1850년 이전의 작품 중에서 에트루리아·그리스·로마관에 속하지 않는 작품들을 다루고 있다. 루브르 박물관의 조각품 전시는 왕궁으로 사용되던 시절부터 시작되었으나, 1824년까지만 하더라도 미켈란젤로의 《죽어가는 노예》와 《반항하는 노예》를 제외하면 모든 소장품의 연대가 고대 로마와 그리스에만 머물러 있었다.:397-401 초창기에는 소장품의 규모가 100여 점에 불과했으며, 나머지 왕실 소장품은 베르사유궁에 전시되었다.
한동안 소규모로 남아있던 조각관은 1847년 레옹 라보르드가 관리를 맡아, 중세시대의 작품을 보충하고 《킬데베르투스 1세 석상》, 《스탕가의 문》과 같은 당대 걸작을 매입하면서 변화를 맞이하였다.:397-401 처음에는 고미술품관의 일부로 전시되었으나 1871년 관리감독을 맡은 루이 쿠라조가 프랑스 작품을 확충하면서 조각관이라는 별개의 전시관으로 독립하게 되었다.:397-401 1986년에는 오르세 미술관 개관으로 1850년 이후의 작품이 이전되었다. 비슷한 시기 진행된 그랑 루브르 프로젝트를 통해 조각관은 두 개의 파트로 나뉘게 되었는데, 하나는 리슐리외관의 프랑스 작품관, 다른 하나는 드농관의 외국 작품관이다.
프랑스 조각관의 시작은 로마네스크 미술 작품들로, 11세기 《사자굴 속의 다니엘》, 12세기 《오베르뉴의 처녀상》이 대표적이다. 16세기 이래 르네상스 미술이 프랑스 조각예술에 영향을 미치던 시기의 소장품 가운데서는 장 구종의 양각 작품, 제르맹 필롱의 《십자가에서 내려오심》, 《그리스도의 부활》이 대표작으로 남아 있다. 17세기~18세기 소장품으로는 잔 로렌초 베르니니의 《리슐리외 추기경의 흉상》(1640년), 에티엔 모리스 팔코네의 《목욕하는 여인》과 《위협적인 사랑》, 프랑수아 앙기에르의 오벨리스크가 있다. 신고전주의 작품으론느 안토니오 카노바의 《큐피드의 키스로 환생한 프시케》 (1787년)을 꼽을 수 있으며,:397-401 18세기~19세기 작품은 알프레드 바리와 에밀 기유맹 등 프랑스 작가들의 대표작을 소장하고 있다.

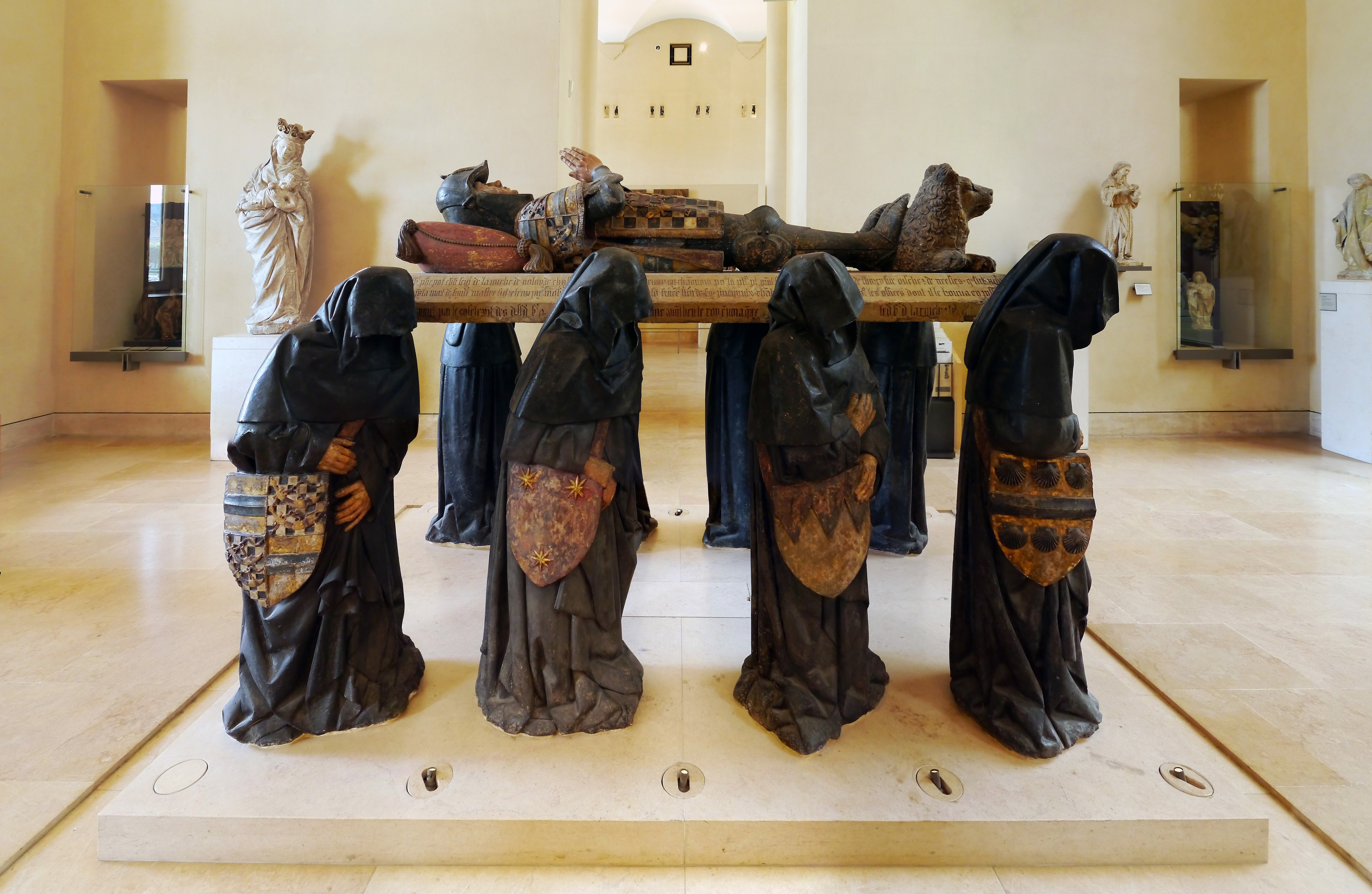
《필리프 포트의 무덤》 (1477년/1483년), 석회암, 채색, 금박과 납땜, 크기 181cm ×260cm ×167cm.
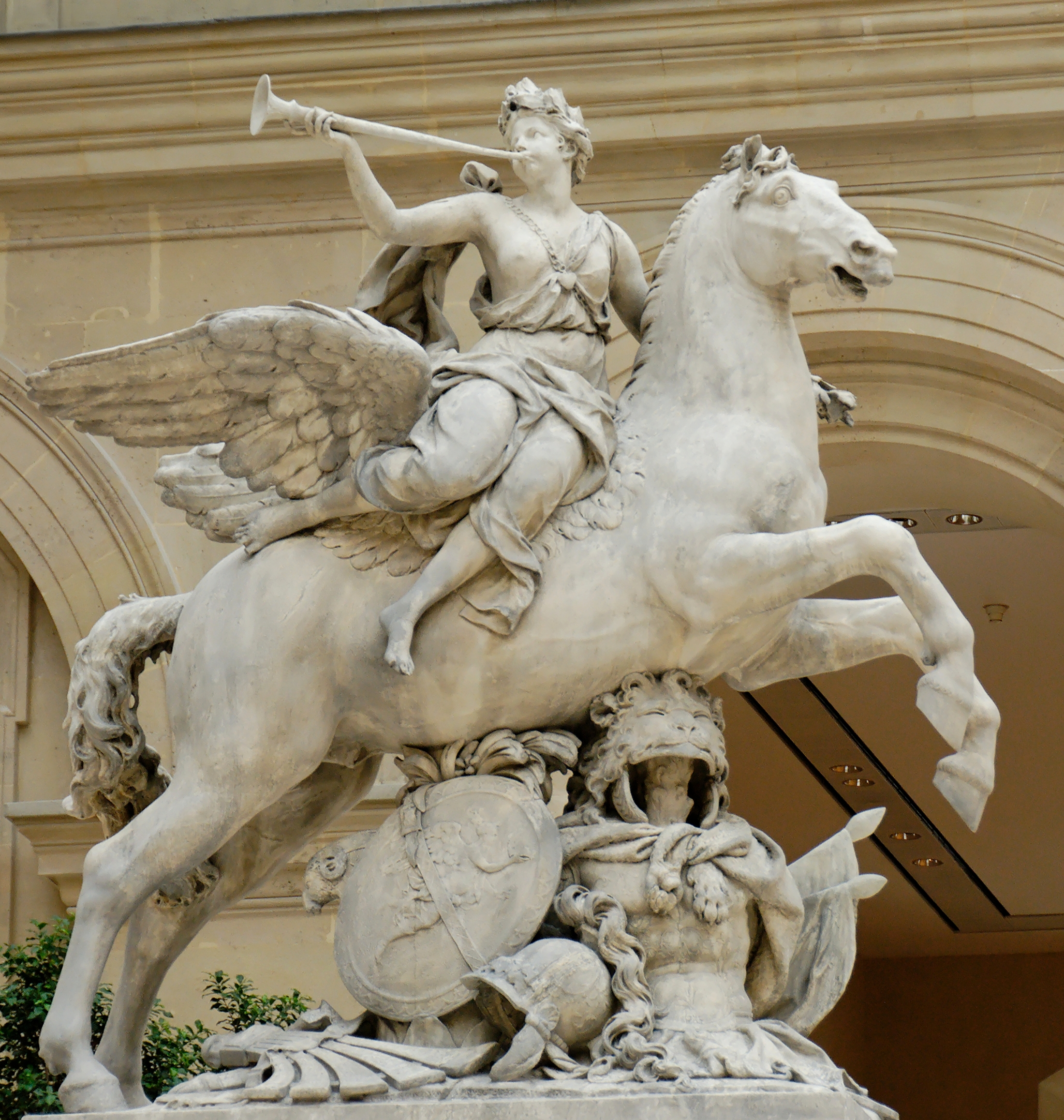
앙투안 쿠아즈보, 《페가수스를 탄 국왕의 페메》 (1701년~1702년), 카라라 대리석, 크기 3.15m × 2.91m × 1.28m.
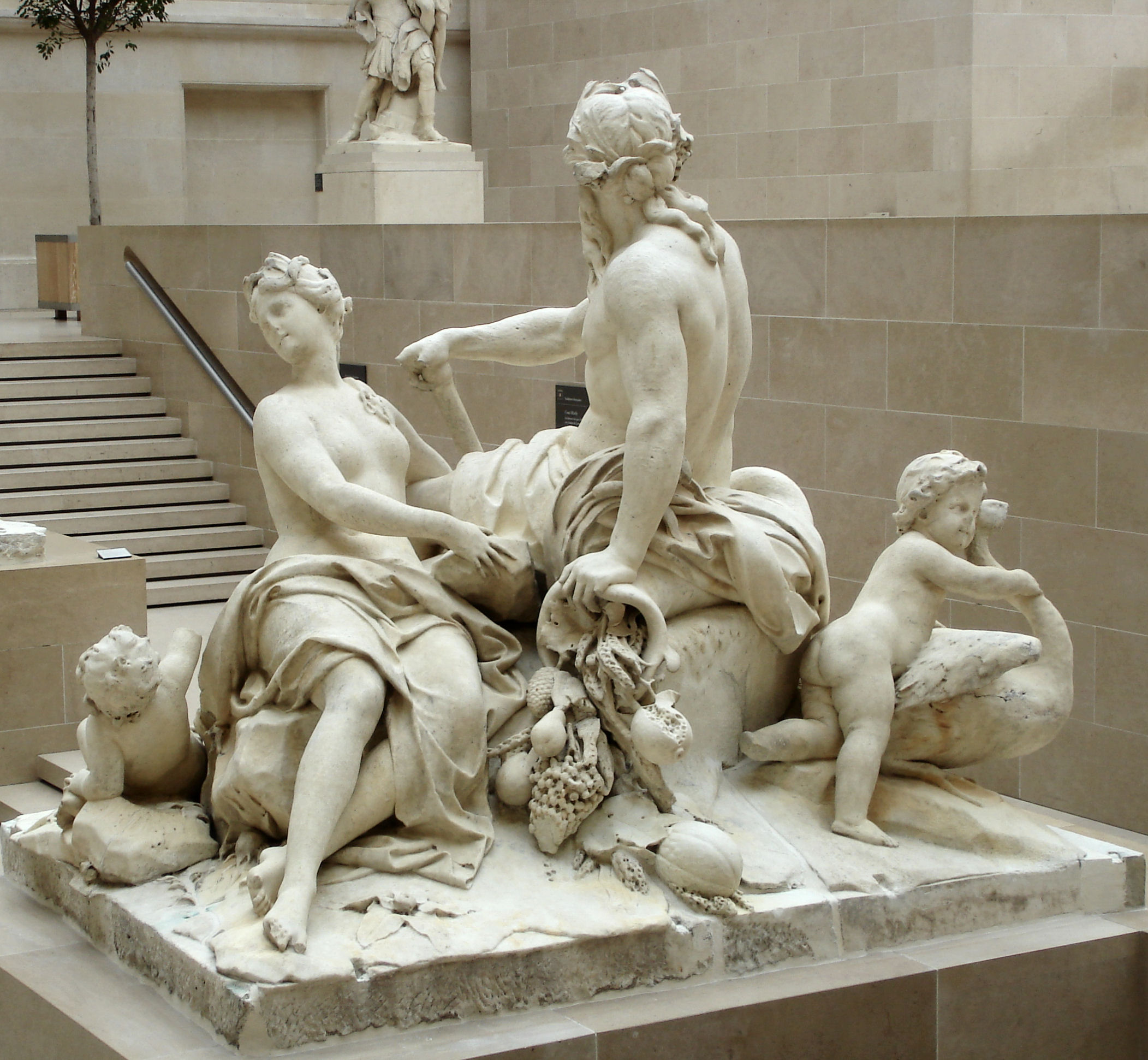
니콜라스 쿠스투의 조각군 (1701년~1712년), 대리석, 높이 2.44m.
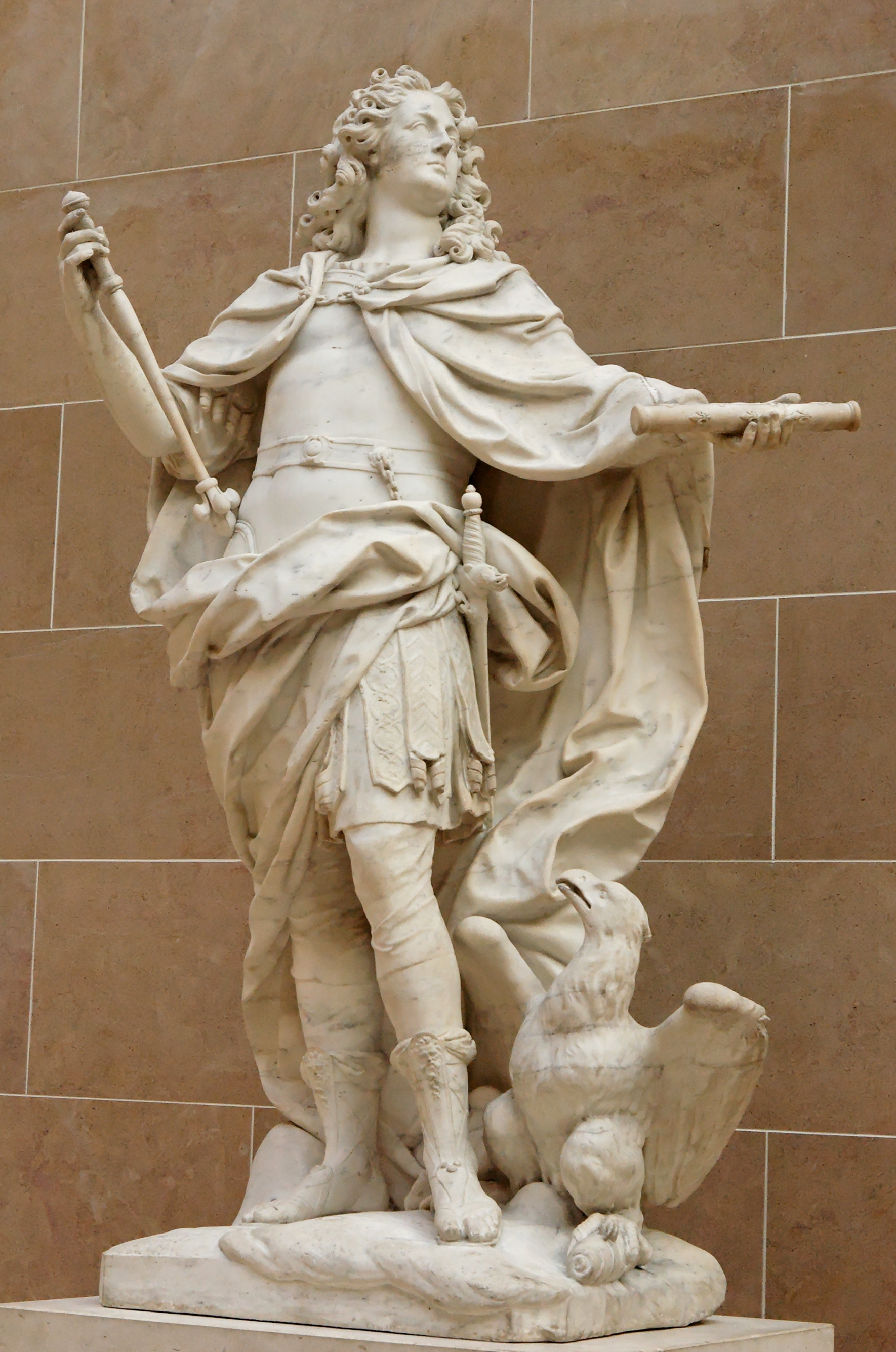
니콜라스 쿠스투, 《유피테르의 모습을 한 루이 15세》 (1731년), 대리석 추정, 크기 1.95m × 1.20m × 68cm

### 공예
루브르 박물관이 소장하고 있는 공예품의 연대는 중세부터 19세기까지이다. 루브르 박물관 공예관은 본래 조각관의 소장품으로 출발하였으며, 왕실 유물을 기반으로 역대 프랑스 국왕의 대관식과 장례식이 열렸던 생드니 대성당의 작품들을 인수받아 오는 것으로 꾸려졌다.:451-454 소장품이 처음 꾸려질 당시의 대표작은 피에트르 뒤르 기법의 꽃병과 청동 공예품이었다. 1825년 뒤랑 컬렉션의 기증으로 도자공예품, 에나멜 장식품, 스테인글라스 작품이 추가되었으며, 피에르 레부아유가 800여점의 공예품을 추가 기증하면서 그 규모가 늘어났다. 또 낭만주의의 도래와 더불어 르네상스와 중세의 공예품에 대한 관심을 다시 불러일으켰고, 소바조 컬렉션의 기증으로 중세시대 공예품과 파이앙스 도자기 약 1,500여점이 더해졌다. 1862년에는 캄파나 컬렉션이 추가되어 15~16세기를 중심 연대로 한 금공예품과 마욜리카 도자기를 대거 소장하게 되었다.:451-454
공예품의 전시는 리슐리외관 1층과 아폴로 갤러리에서 이뤄지고 있다. 후자의 경우 화가 샤를 르 브룅이 태양왕 루이 15세의 명을 받아 태양을 주제로 각 방을 장식하면서 꾸려진 공간이다. 중세시대 공예품의 경우 루이 14세의 왕관, 샤를 5세의 홀, 12세기 반암형 도자기 등이 대표작으로 꼽힌다. 르네상스기 공예품으로는 잠볼로냐의 청동조각인 《네소스와 데이아니라》, 태피스트리 《막시밀리아누스의 사냥》이 있다. 후대의 대표작으로는 퐁파두르 부인이 수집한 세브르 도자 컬렉션과 나폴레옹 3세의 방이 있다.

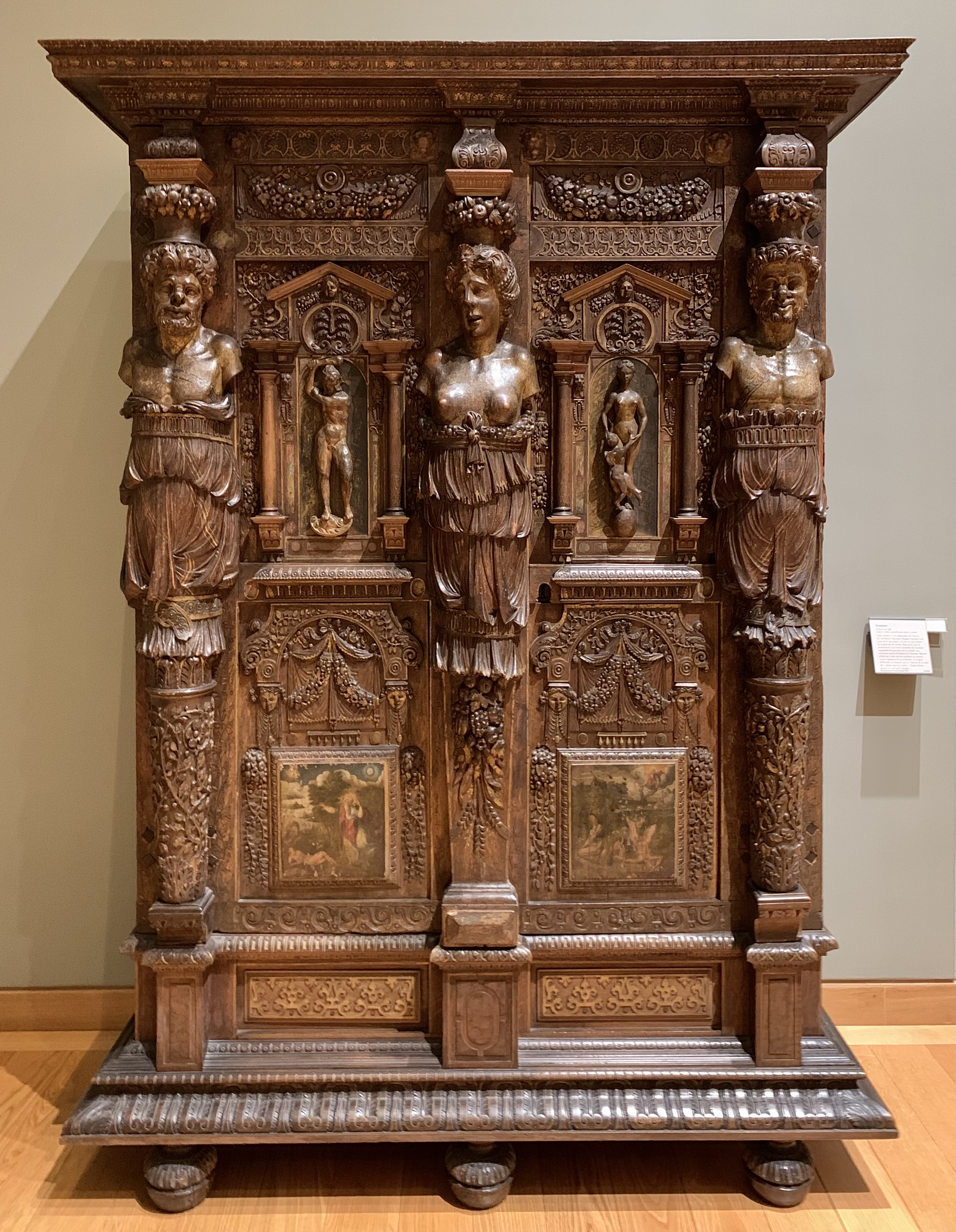
앙리 2세 양식의 옷장 (1580년경), 호두나무와 떡갈나무, 부분 도금 및 채색, 크기 2.06m × 1.50m ×0.60.m
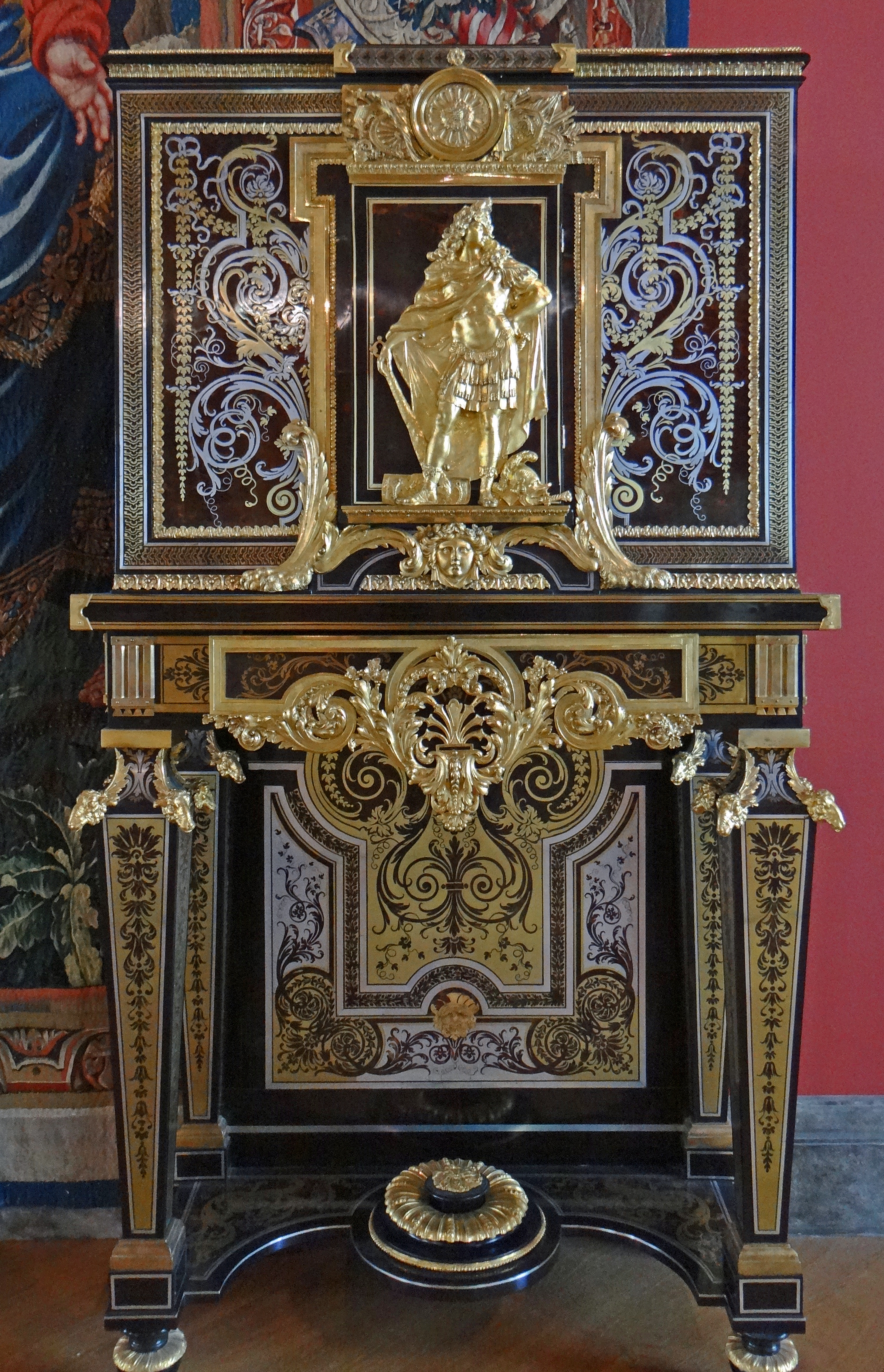
앙드레 샤를 불, 루이 14세 양식의 캐비닛 (1690년~1710년경), 떡갈나무 틀에 수지성 목재와 호두나무, 흑단 베니어판, 귀판, 놋쇠와 백랍 상감, 오르몰루.
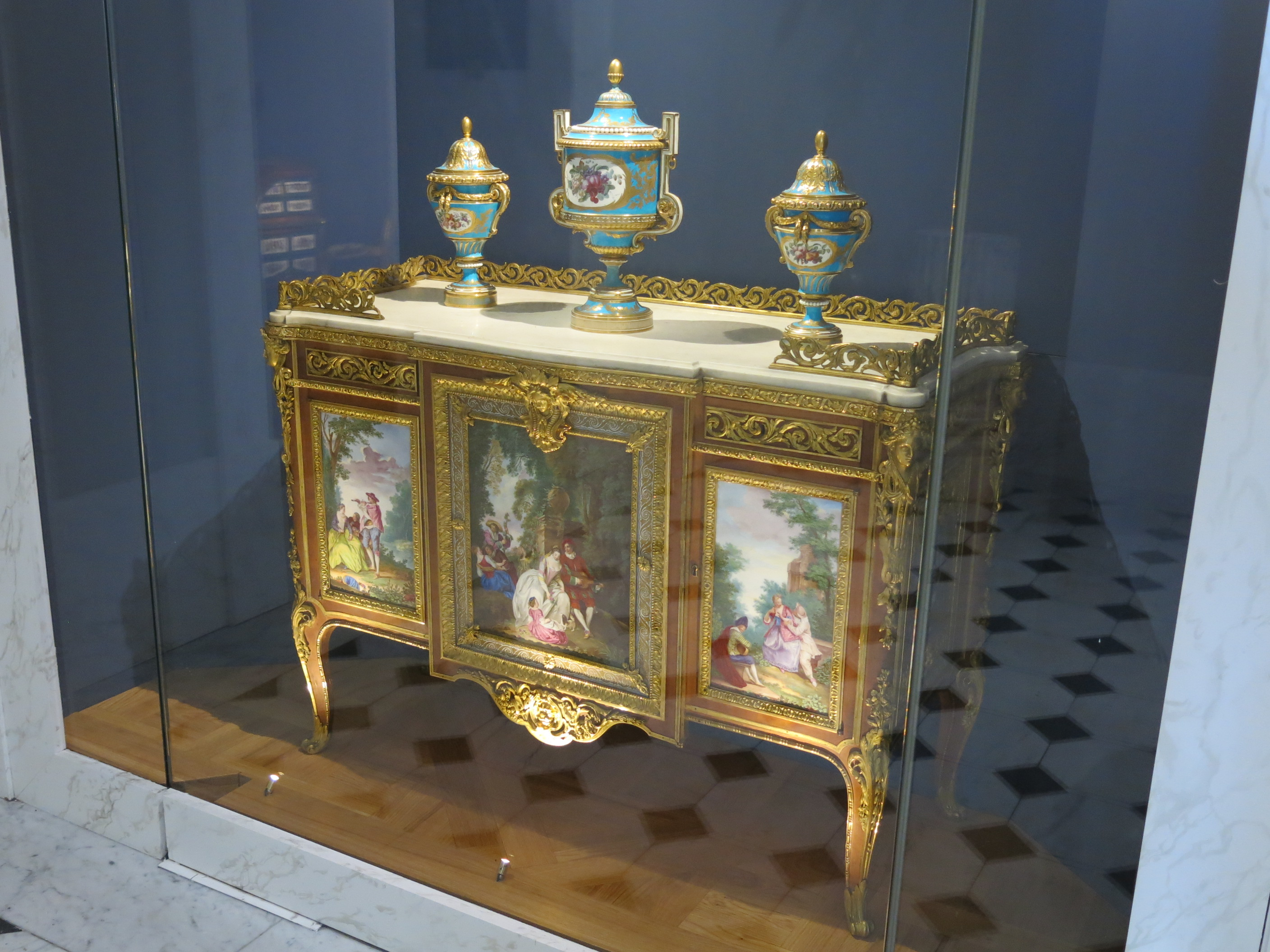
바리 부인의 루이 16세 양식 서랍장 (1772년), 떡갈나무 틀에 배나무 베니어판, 구리 새김, 흰대리석, 유리. 크기 0.87m × 1.19m × 0.48m.
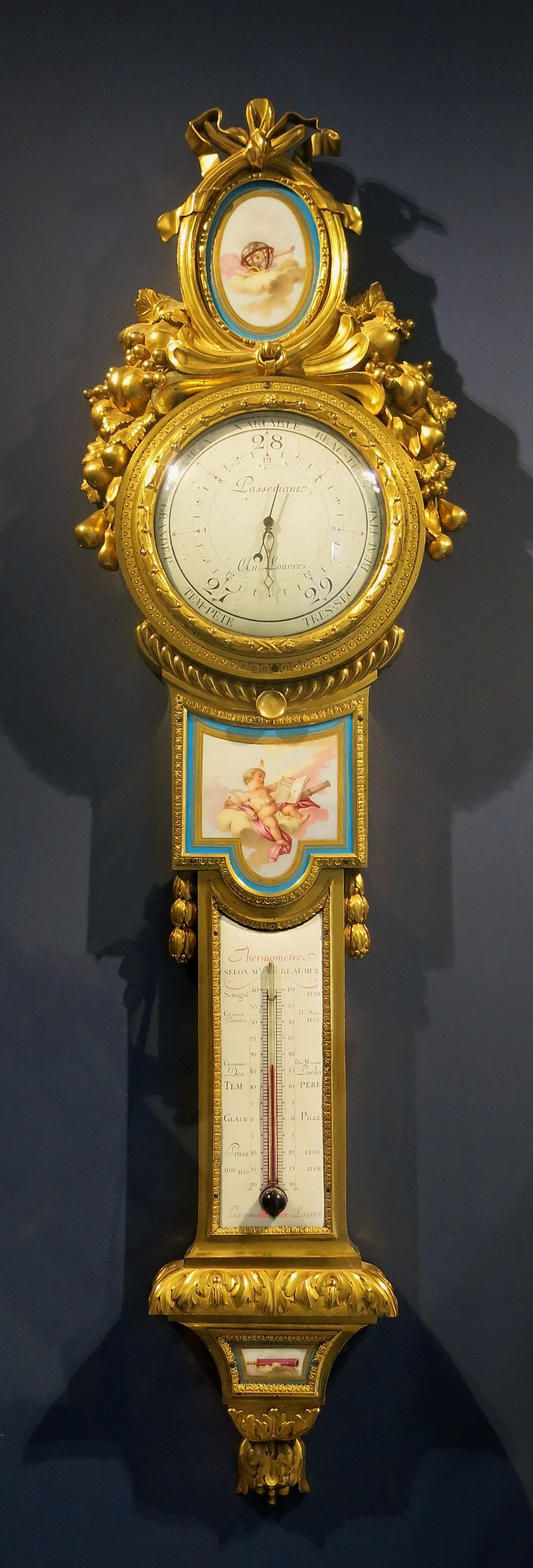
루이 16세 양식의 기압온도계 (1776년경), 부드러운 세브르 자기에 에나멜, 오르몰루. 크기 1m, 너비 0.27m

### 회화

레오나르도 다 빈치, 《모나리자》, 1503년~1506년경 (~1517년경?), 패널에 유채, 77 cm × 53 cm

루브르 박물관의 회화 소장품은 총 7,500여점으로:229 연대 범위는 13세기에서 1848년까지이며, 12명의 큐레이터가 소장품 전시를 관리하고 있다. 전체 소장품 중 3분의 2는 프랑스 화가의 작품이며, 북유럽 화가의 작품수가 1,200점을 차지한다. 이탈리아 회화의 경우 대부분 이전부터 전해져 내려오던 프랑수아 1세와 루이 14세의 수집품들이며, 그 외 나머지 작품은 나폴레옹 집권기에 전리품으로 들였다가 반환되지 못한 작품, 또는 박물관이 자체 입수한 작품이다.:199-201, 272-273, 333-335
회화관의 역사는 라파엘로, 미켈란젤로, 레오나르도 다 빈치 등 이탈리아 거장들의 작품을 구입해 왕실 소유로 삼았던 프랑수아 1세의 컬렉션에서 유래하였다. 프랑스 혁명 이후 왕실 소장품은 루브르 박물관으로 귀속되어 전시품의 중추를 이루었다. 이후 1986년 오르세 철도역을 개조하여 만든 오르세 미술관이 신설 개관하자, 기존 루브르 박물관 소장품을 분할하여 1848년 이후 작품들을 오르세 미술관 측에 넘겼다. 프랑스와 북유럽 회화는 리슐리외관(Richelieu Wing)과 쿠르 카레(Cour Carrée)에 자리해 있으며, 스페인과 이탈리아 회화는 드농관 (Denon Wing) 1층에서 전시가 이뤄지고 있다.:199
루브르 박물관이 소장한 프랑스 회화의 대표작으로는 우선 초기 작품인 앙게랑 카르통의 《아비뇽의 피에타》, 그린이는 불명이나 고전후 시대 이래 현전하는 가장 오래된 서양 단일 초상화로 추정되는 《선량왕 장의 초상》,:201 이아생트 리고의 《루이 14세》, 자크루이 다비드의 《나폴레옹의 대관식》, 테오도르 제리코의 《메두사호의 뗏목》, 외젠 들라크루아의 《민중을 이끄는 자유의 여신》이 있다. 그 외에도 니콜라 푸생, 르넹 형제, 필리프 드 샹페뉴, 샤를 르 브룅, 조르주 드 라 투르, 앙투안 바토, 프라고나르, 앵그르, 코로, 들라크루아의 작품을 소장하고 있다.
북유럽 회화 소장품의 대표작으로는 요하네스 베르메르의 《레이스 뜨는 여인》과 《천문학자》, 카스파르 다비드 프리드리히의 《까마귀들의 나무》, 렘브란트의 《엠마오의 그리스도》, 《목욕하는 벳사베》, 《도살된 소》가 있다.
이탈리아 회화 소장품의 경우 그 자체로도 유명하지만 특히 르네상스 회화 소장품으로 이름나 있다. 안드레아 만테냐와 조반니 벨리니의 《못 박힌 그리스도》는 "사실주의를 가미하면서도 위대한 영적 세계의 중대한 순간을 묘사하고자 했던" 대표작이다. 후기 르네상스 회화 소장품으로는 레오나르도 다 빈치의 《모나리자》, 《성 안나와 성 모자》, 《세례자 요한》, 《암굴의 성모》가 있다. 바로크 회화 소장품으로는 지암바티스타 피토니의 《스키피오의 절제》, 《수산나의 목욕》, 《바쿠스와 아리아드네》, 《마르스와 비너스》가 있고, 그 밖에 카라바조의 《점령술사》와 《마리아의 죽음》이 있다. 16세기 베네치아 회화로는 티치아노의 《전원 음악회》, 《그리스도의 매장》, 《가시면류관》이 대표작이다.:378
회화관을 구성하는 소장품 중 라카즈 컬렉션 (La Caze Collection)은 1869년 루이 라 카즈가 루브르 박물관에 기증한 것으로, 개인소장품 584점을 박물관 측에 전달해 루브르 역사상 최대 규모의 개인 기증 사례로 남아 있다. 라카즈 컬렉션의 대표작으로는 앙투안 바토의 《피에로 질》이 있다. 2007년에는 〈1869년 바토, 샤르댕... 루브르에 오다. 라카즈 컬렉션〉 (1869: Watteau, Chardin... entrent au Louvre. La collection La Caze)이란 특별기획전으로 다뤄지기도 하였다.

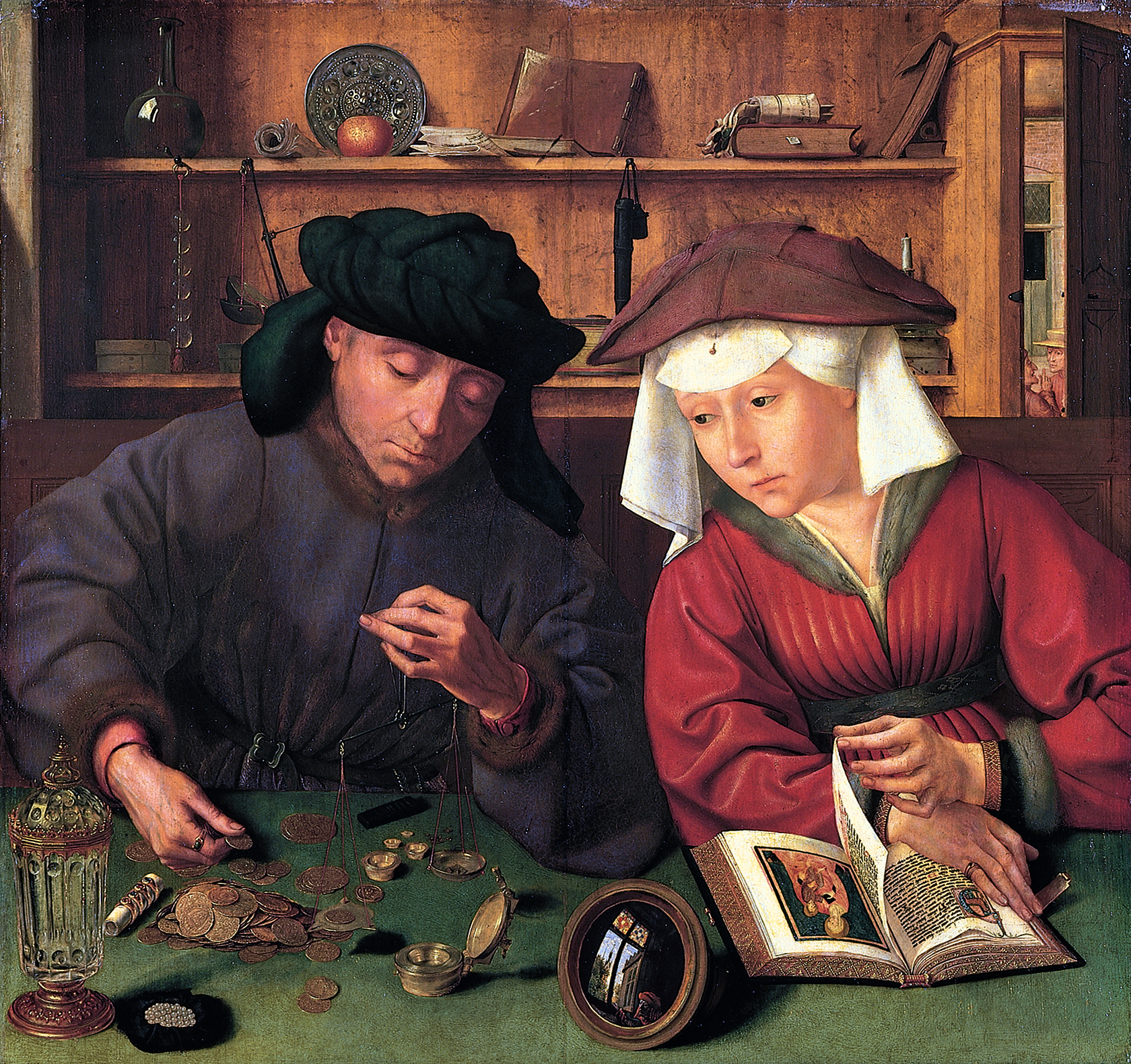
캥탱 마시, 《환전업자와 그의 아내》, 1514년, 패널에 유채, 70.5 × 67cm
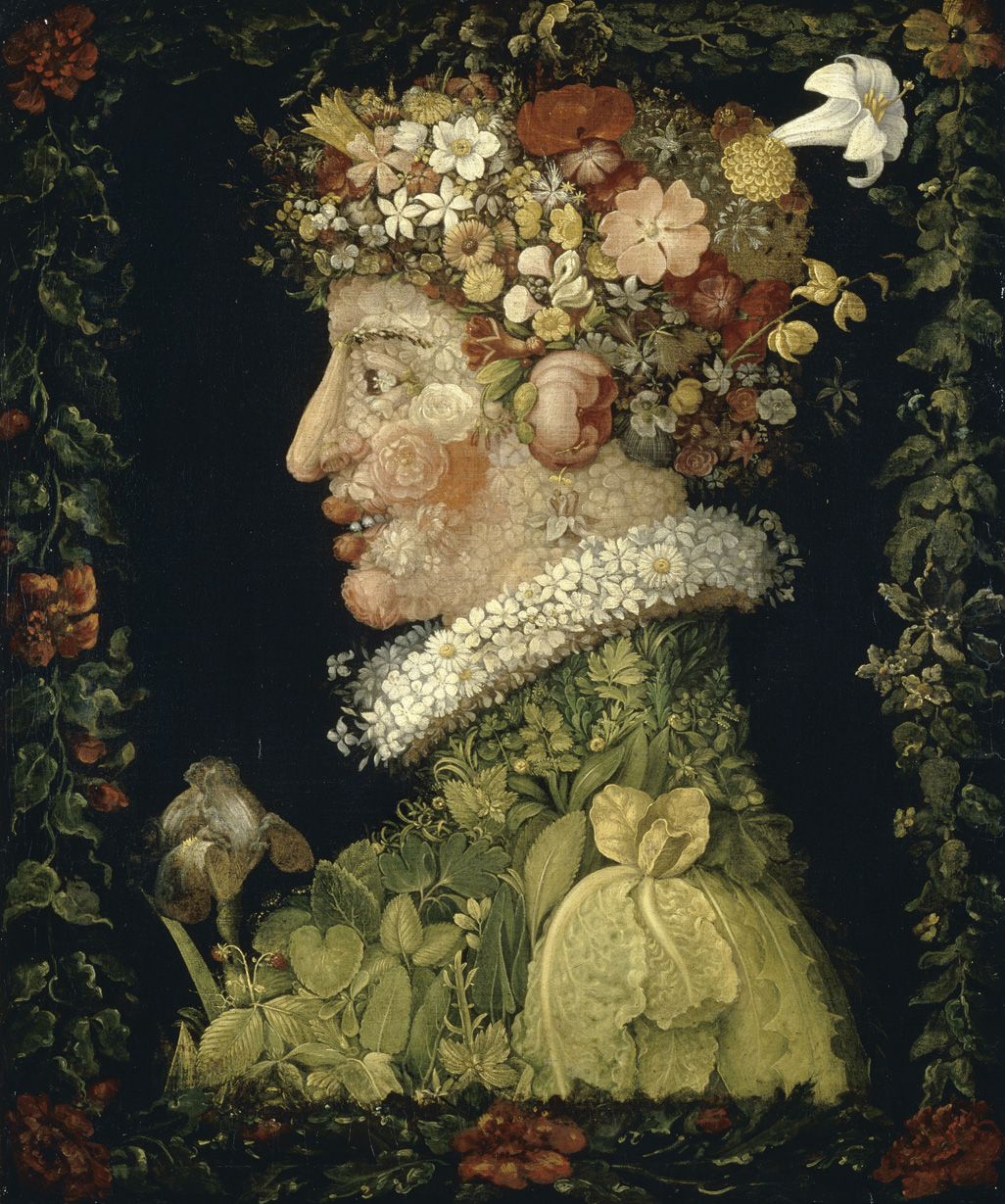
주세페 아르침볼도, 《봄》, 1573년, 캔버스에 유채, 76 × 64 cm
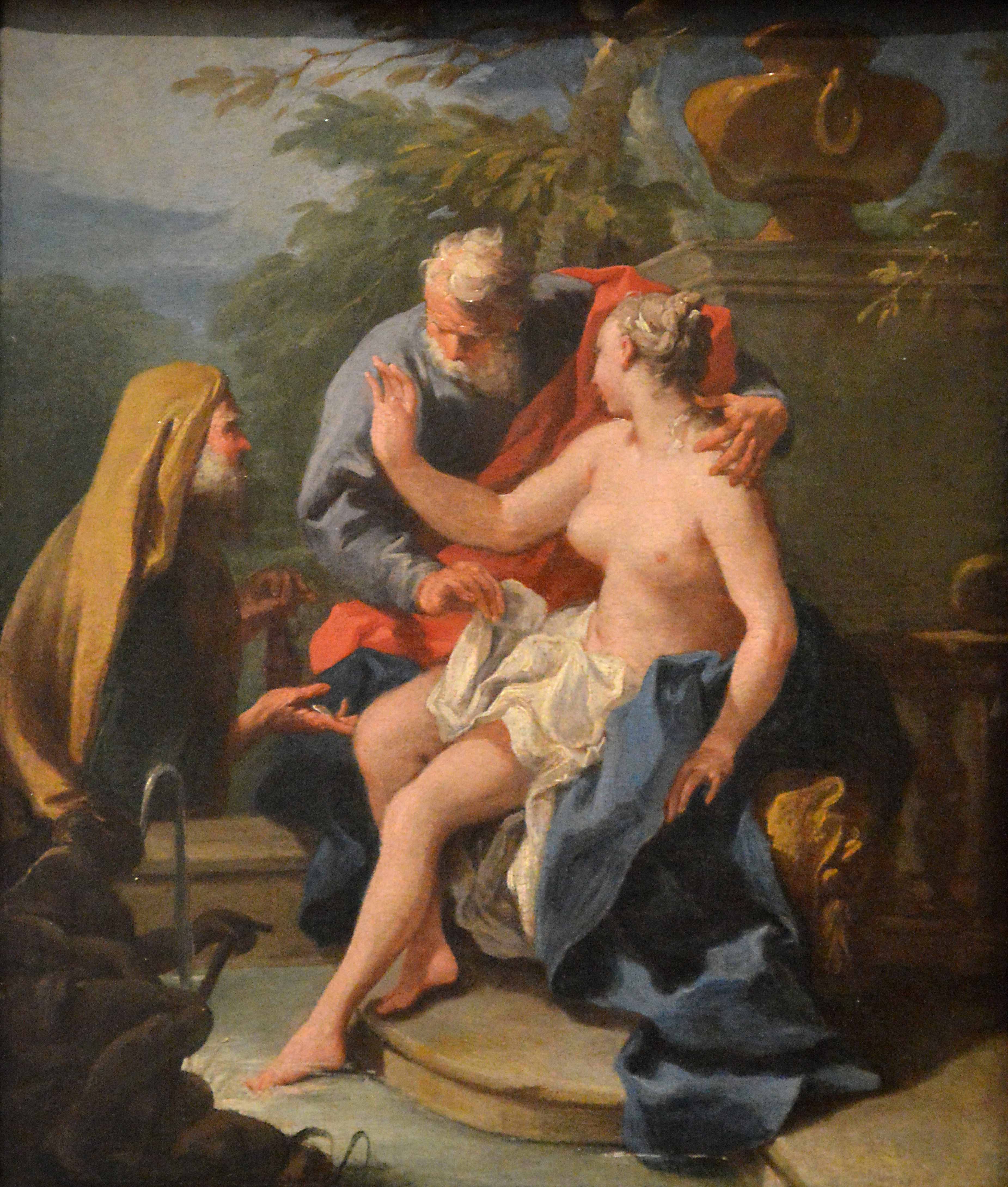
지암바티스타 피토니, 《수산나의 목욕》, 1720년, 패널에 유채, 37 × 46 cm
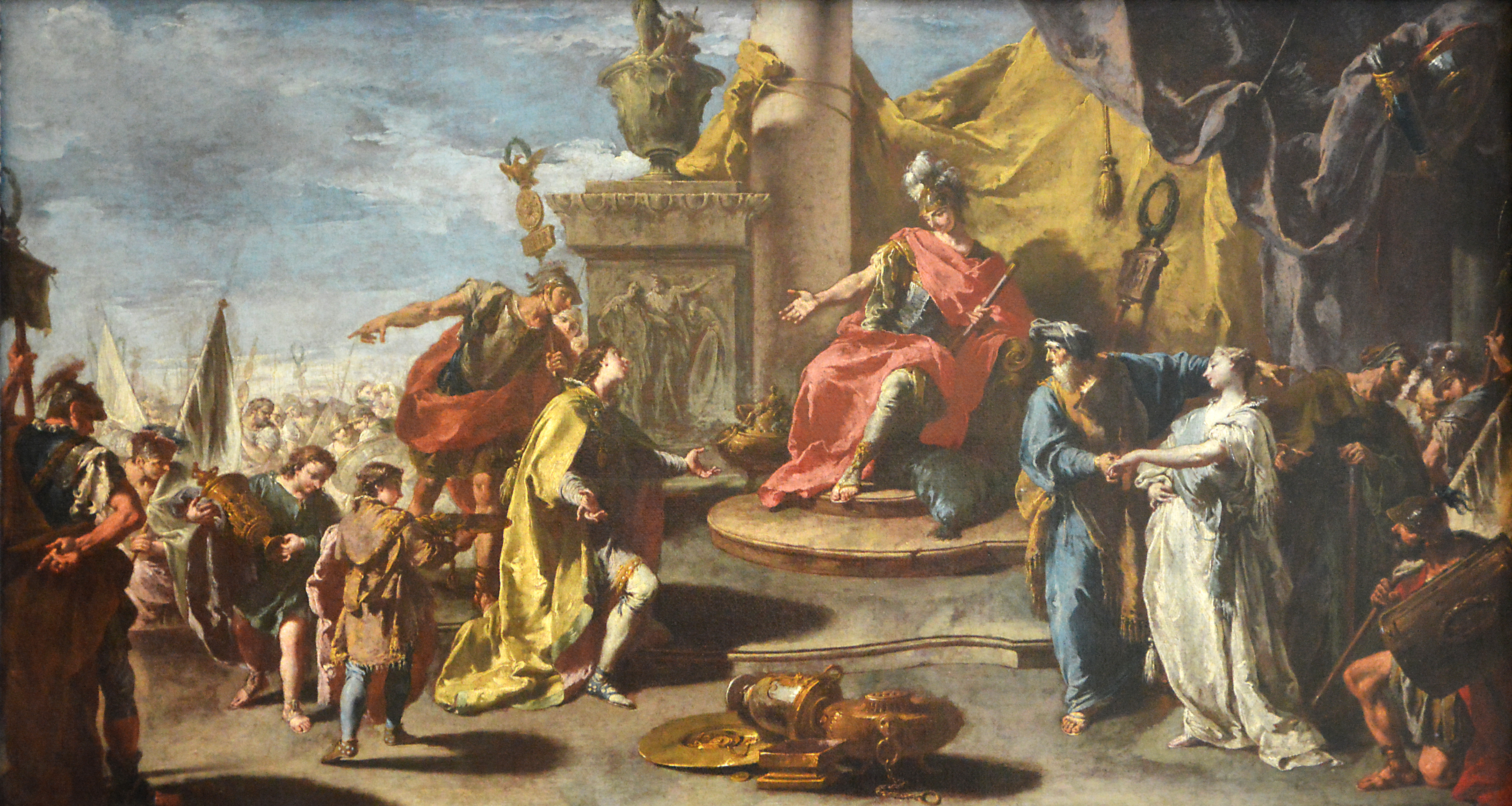
지암바티스타 피토니, 《스키피오의 절제》, 1733년, 패널에 유채, 96 × 56 cm
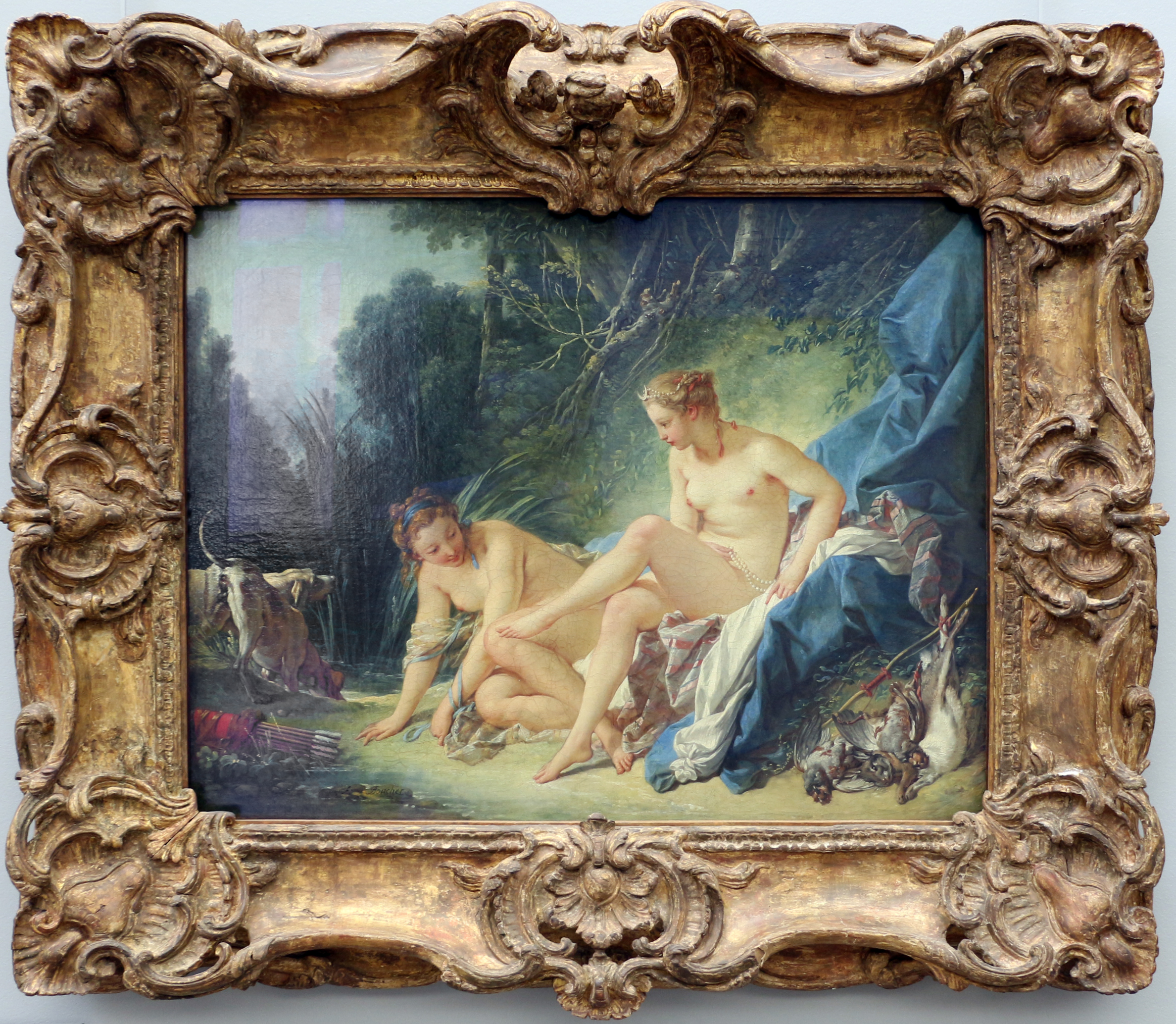
프랑수아 부셰, 《목욕하고 나오는 다이아나》, 1742년, 캔버스에 유채, 73 × 56 cm
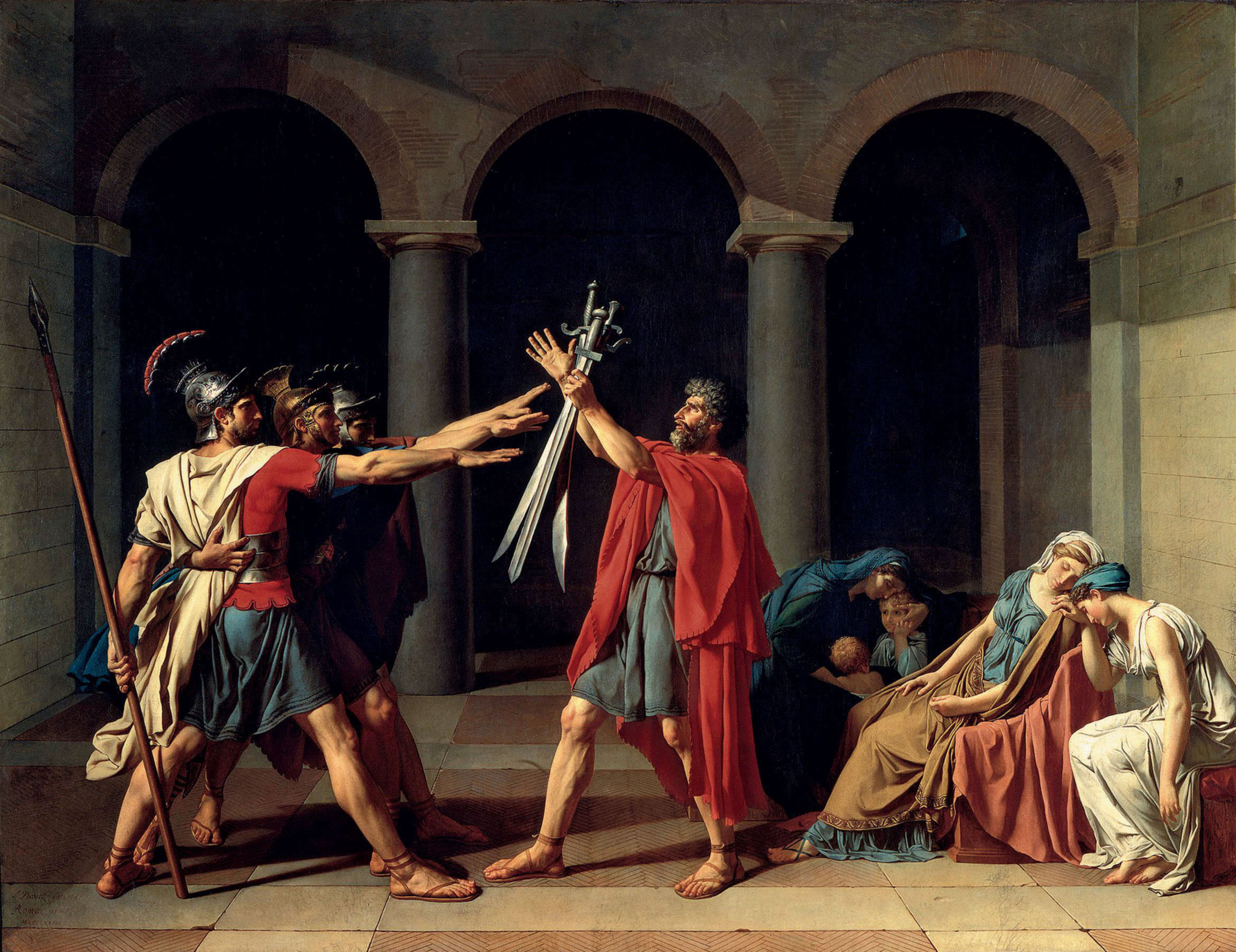
자크루이 다비드, 《호라티우스의 맹세》, 1784년, 캔버스에 오일, 높이 330 cm, 너비 425 cm
자크루이 다비드의 《나폴레옹의 대관식》

### 판화와 소묘
판화와 소묘관은 캔버스가 아닌 종이를 기반으로 한 작품들을 전시중에 있다.:496 판화소묘관의 기원은 프랑스 왕실 소장품 약 8,600점으로부터 시작되었으며, 1806년에 구입한 필리포 발디누치 소장품 1,200여점과 기부된 작품들로 구성되어 있다.:92 판화소묘관은 1797년 8월 5일 개관하였으며 아폴롱 갤러리에 총 415점의 작품이 전시되었다. 오늘날 판화소묘관의 소장품은 총 3가지 컬렉션으로 이루어져 있는데 첫째는 상술한 왕실 컬렉션, 둘째는 동판화 14,000여점, 셋째는 에드먼드 드 로스차일드가 기증한 컬렉션으로 판화 40,000여점, 소묘 3,000여점, 채식필사본 5,000여점으로 이루어져 있다. 현재는 플로레관을 중심으로 전시가 이뤄지고 있으며, 종이 매체의 취약성을 감안하여 한 차례에 일부분만 전시되도록 하고 있다.:496

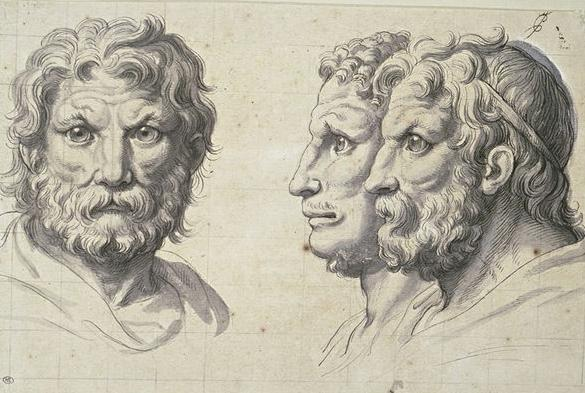
샤를 르 브룅, 《3인의 사자 두상》, 1671년경, 종이에 흑연, 펜과 잉크, 브러시와 그레이워시, 백색 구아슈. 21.7 × 32.7 cm
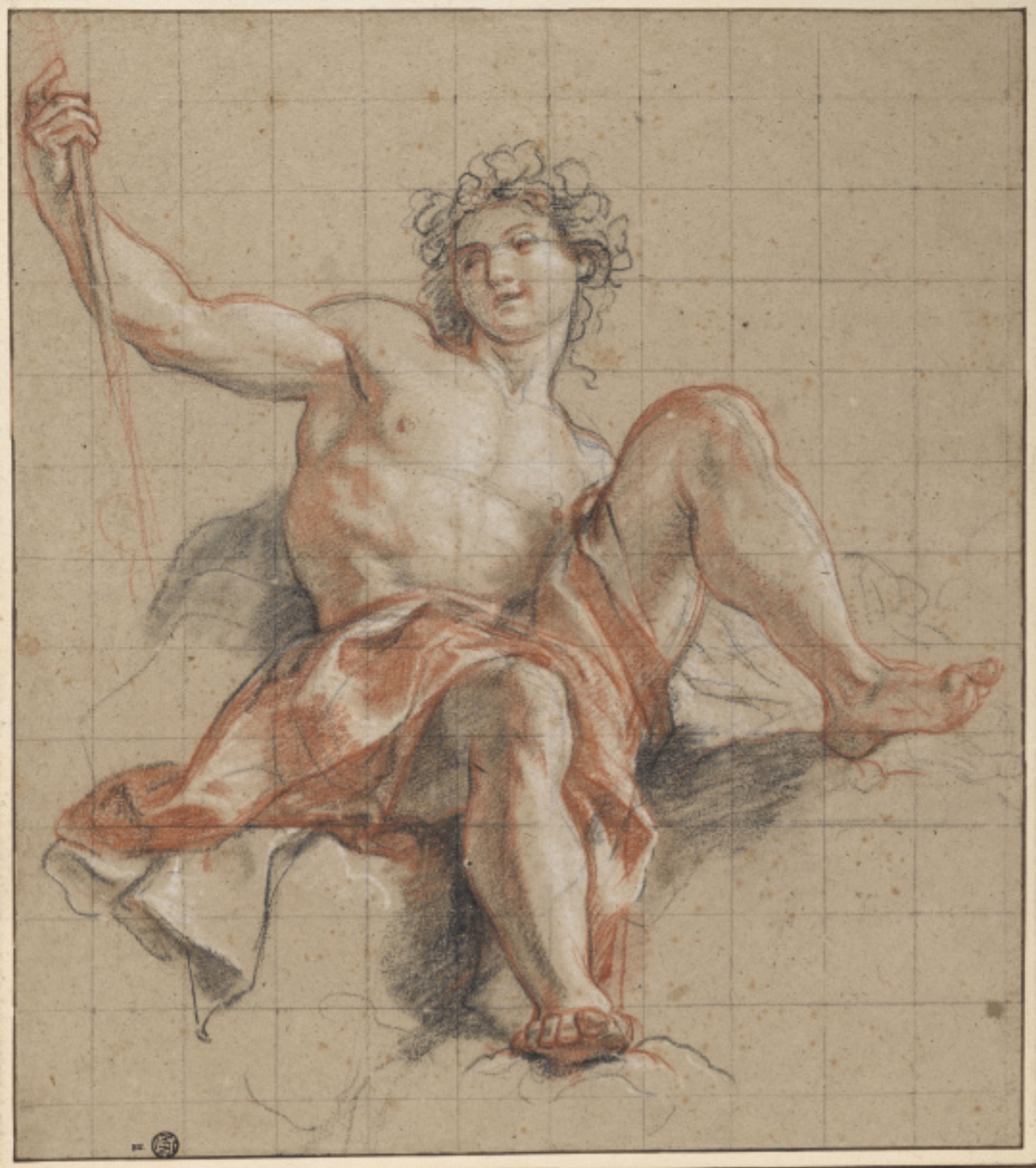
앙투안 쿠아펠, 《바쿠스》, 흑연에 흰색 마감과 상긴. 42.7 × 37.7 cm
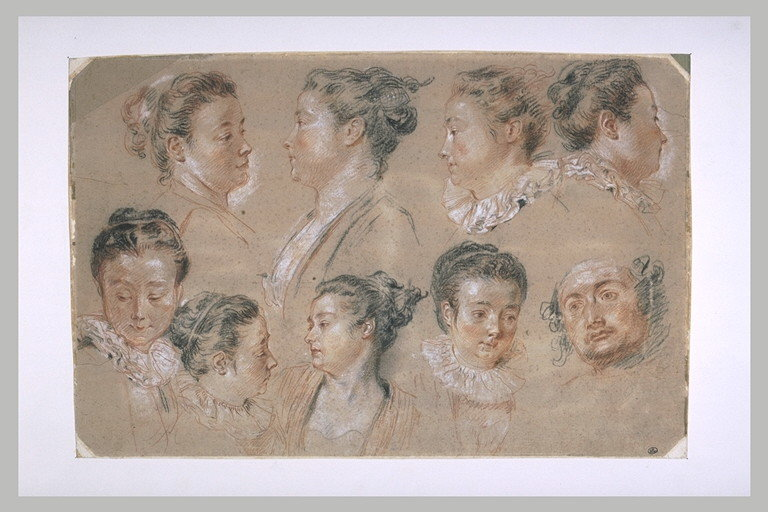
앙투안 바토, 《여성들의 두상과 남성의 두상에 관한 연구》, 18세기 초반, 회색 종이에 상긴, 흑연, 백연. 28 × 38.1 cm
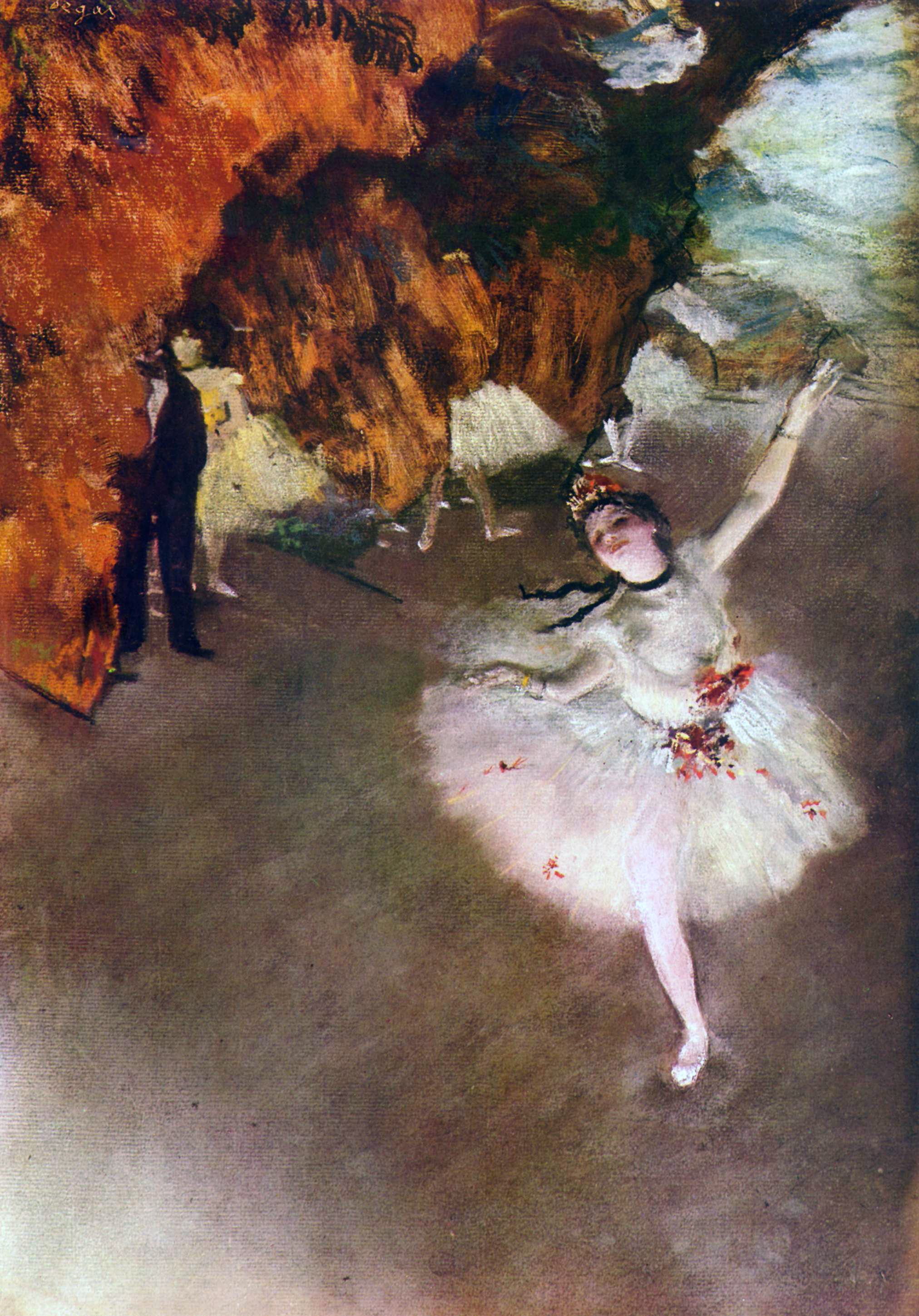
에드가 드가, 《무대 위의 무희》, 파스텔, 58 × 42 cm
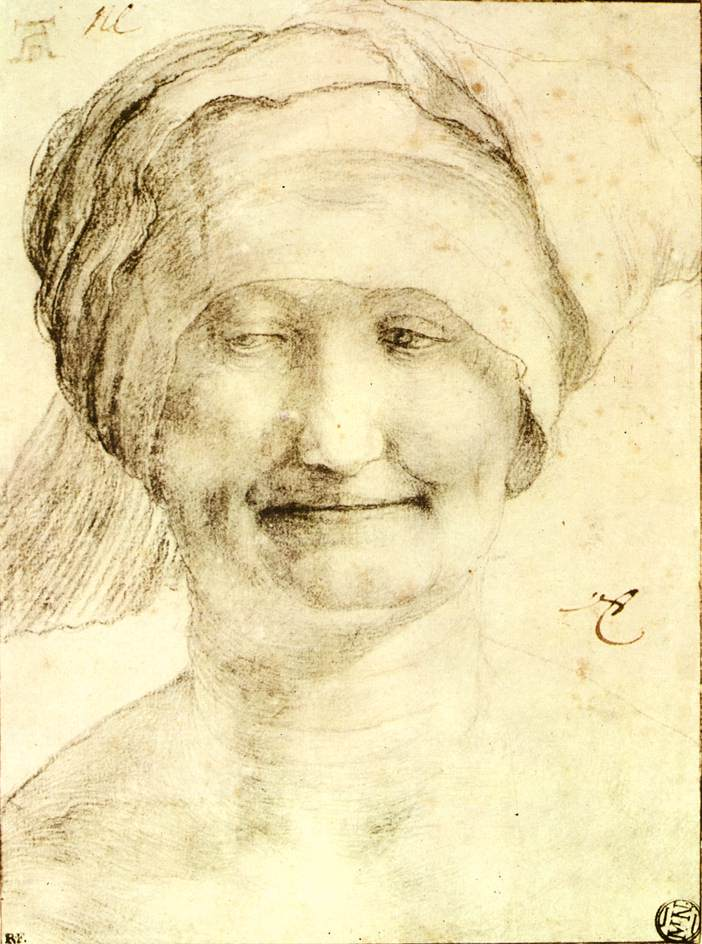
마티아스 그뤼네발트, 《늙은 여성의 초상》
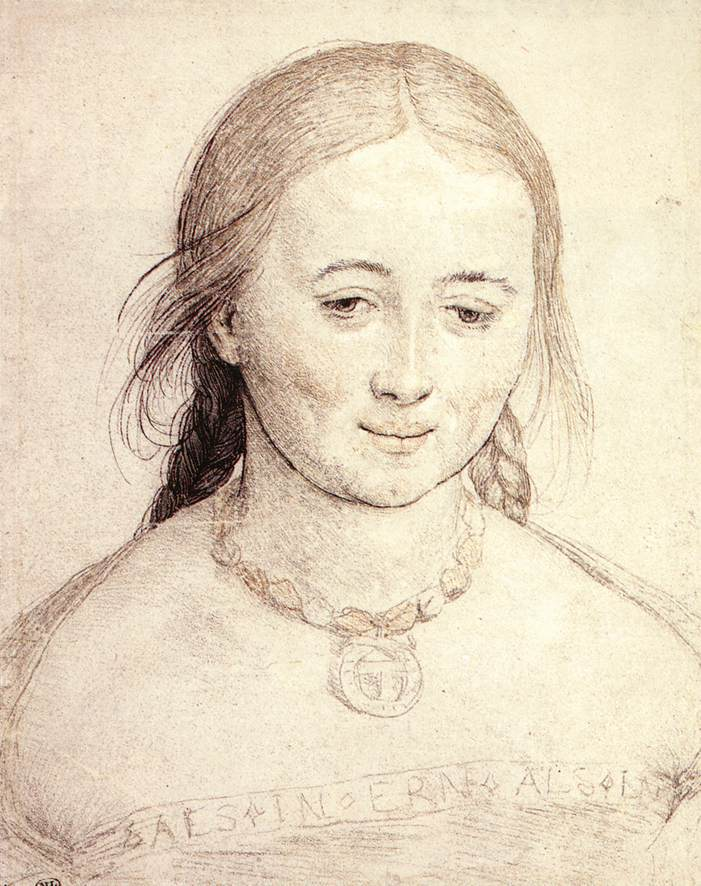
한스 홀바인, 《젊은 아가씨의 초상》
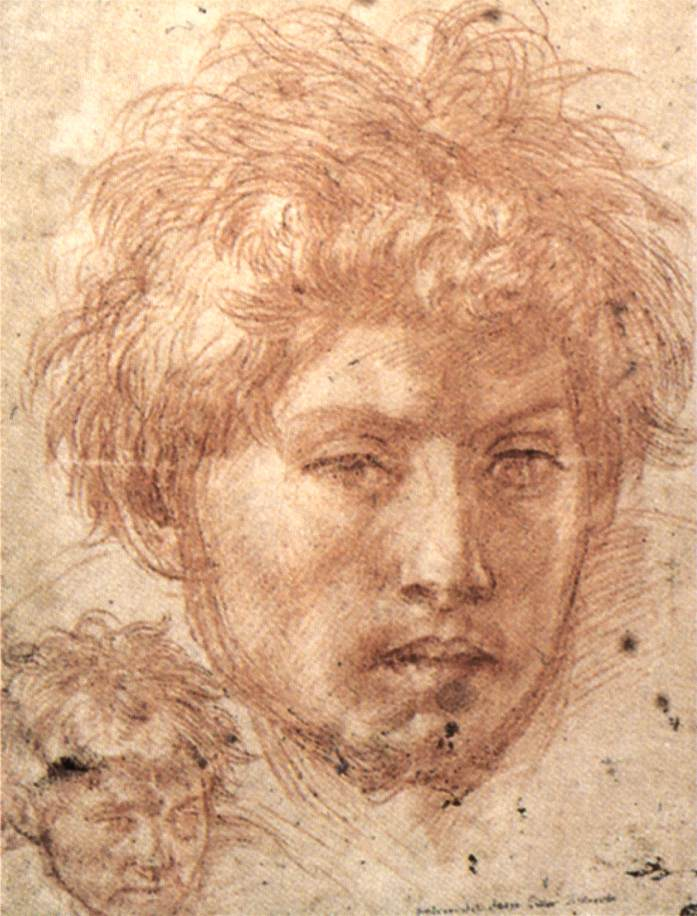
안드레아 델 사르토, 《남성의 두상》
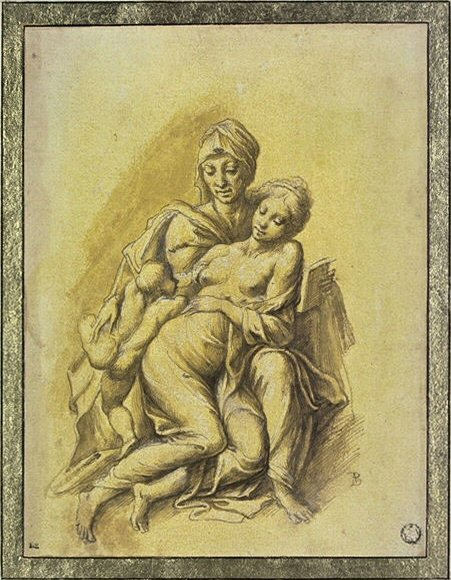
비아조 푸피니, 《성모와 아이》

## 찾아가는 길

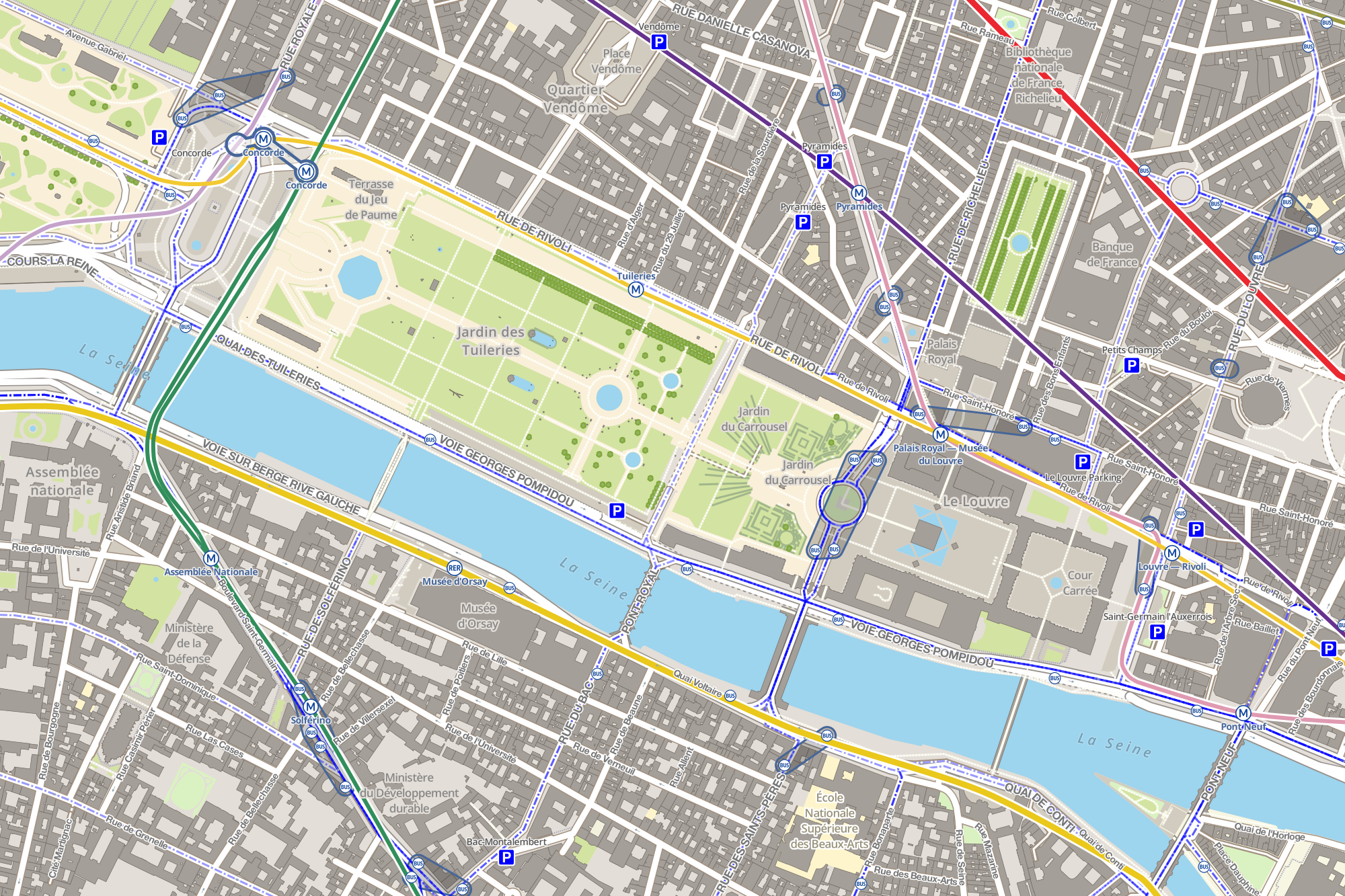
루브르 박물관의 입구 현황 (클릭시 확대)

박물관의 정문은 정면 마당에 해당되는 쿠르 나폴레옹 (Cour Napoléon)의 유리 피라미드 아래에 위치해 있다. 쿠르 나폴레옹과 팔레 루아얄 궁전을 잇는 리슐리외길 (passage Richelieu)을 통해 걸어갈 수도 있으며, 차량 방문객의 경우 인근 상가인 카루젤 뒤 루브르에 주차한 뒤 접근할 수 있다.
루브르 박물관 측은 관람객의 편의를 위해 박물관으로 들어가는 여러 입구의 대기시간을 홈페이지에 실시간으로 제공하고 있다.
루브르 박물관으로 찾아갈 수 있는 가장 가까운 대중교통 수단은 다음과 같다.
- 파리 메트로 - 팔레 루아얄-뮈제 뒤 루브르역 (Palais Royal - Musée du Louvre,  )
- RATP 버스 노선 - 21번, 27번, 39번, 67번, 68번, 69번, 72번, 95번, 투트버스 파리

파리의 또다른 대표 박물관인 오르세 미술관과는 센강을 사이에 두고 바로 건너편에 위치해 있으며, 로얄교 (Pont Royal) 등의 다리를 이용하거나 페리를 통해 건너갈 수 있다.

## 작품 속의 등장
- 장폴 살롬의 영화 《벨파고》(2001년) - 3000년 전의 악령 '벨파고'의 부활로 세계 최대의 박물관 루브르에서 고대 이집트의 신화가 판타스틱하게 펼쳐진다.
- 댄 브라운의 소설 《다빈치 코드》(2003년) - 루브르 박물관의 관장 자크 소니에르가 의문의 죽음을 당하는 것으로 시작된다.
- 영화 《다빈치 코드》 (2005년)
- 영화 《원더우먼》(2017년) - 영화의 시작과 끝이 루브르 박물관에서 진행된다.

## 같이 보기
- 가장 큰 미술관 목록